# Mănăstirea Hlincea
Mănăstirea Hlincea este o mănăstire de călugări situată în satul Hlincea din comuna Ciurea (județul Iași), amplasată într-un cadru pitoresc aflat la poalele dealului Cetățuia de la ieșirea din municipiul Iași. Ea datează de la sfârșitul secolului al XVI-lea, fiind ctitorie a domniței Maria, fiica lui Petru Șchiopul, domnitorul Moldovei (1574-1579 și 1582-1591) și a soțului ei, spătarul de origine greacă Zottu Tzigara.
Mănăstirea Hlincea se află la o distanță de circa 3 km spre sud-vest de Mănăstirea Cetățuia din Iași, pe marginea liniei de cale ferată Iași-Vaslui și a râului Nicolina.
Ansamblul Mănăstirii Hlincea a fost inclus pe Lista monumentelor istorice din județul Iași din anul 2015, având codul de clasificare IS-II-a-A-04180 și fiind alcătuit din următoarele 4 obiective:
- Biserica "Sf. Gheorghe" - datând din jurul anului 1587, cu transformări din 1659-1660, având codul IS-II-m-A-04180.01
- Ruinele chiliilor - datând din secolul al XVI-lea, având codul IS-II-m-A-04180.02
- Turnul clopotniță - datând din secolul al XVII-lea, având codul IS-II-m-A-04180.03
- Zidul de incintă - datând din secolul al XVII-lea, având codul IS-II-m-A-04180.04

## Istoric

### Ctitorirea
Mănăstirea Hlincea a fost înălțată pe hotarul orașului Iași, având drept ctitori pe domnița Maria, fiica lui Petru Șchiopul, domnitorul Moldovei (1574-1579 și 1582-1591) și pe soțul ei, Zottu Tzigara, fost spătar și mare vistiernic, de origine grecească, din orașul Ianina. În anul 1574, mănăstirea a fost închinată de către ctitori ca metoc al Mănăstirii Dionisiu de la Muntele Athos. Până în timpul domniei lui Vasile Lupu (1634-1653), această mănăstire era menționată în documente ca "mănăstirea Zotei de la Hlincea" sau mănăstirea "numită Zota, la Hlincea".
La 8 septembrie 1591, domnitorul Petru Șchiopul a părăsit Țara Moldovei, împreună cu doamna Maria, fiica sa și soțul acesteia, Zottu Tzigara.
La începutul veacului al XVII-lea, Mănăstirea Hlincea a început să se ruineze din cauza faptului că Mănăstirea Dionisiu nu a mai trimis călugări și nu s-a îngrijit de mănăstire, lăsând-o pustie. Domnița Maria s-a întors în Moldova în august 1616, în timpul domniei vărului său, Radu Mihnea (1616-1619), și a regăsit „mănăstirea noastră de la Hlincea pustie și toate satele răshirate și pustiite, căci de la mănăstire de la Dionisiate călugării n-au mai venit, nici au mai purtat de grije de metoh și de sate, ci-au lăsat tot de s-au pusteit". Ea a luat măsuri de restaurare a mănăstirii (care nu au dat roade) și a făcut-o metoc al Mănăstirii Galata din Iași (ctitorie a lui Petru Șchiopul), care la rândul ei era închinată (din 1619) către Patriarhia Ierusalimului. Domnitorul Miron Barnovschi-Movilă al Moldovei (1626-1629, 1633) a întărit la 17 ianuarie 1626 prin însemne de hotar stăpânirea Mănăstirii Hlincea asupra terenului din jur.

### Reparațiile efectuate de Vasile Lupu și decăderea ulterioară a mănăstirii

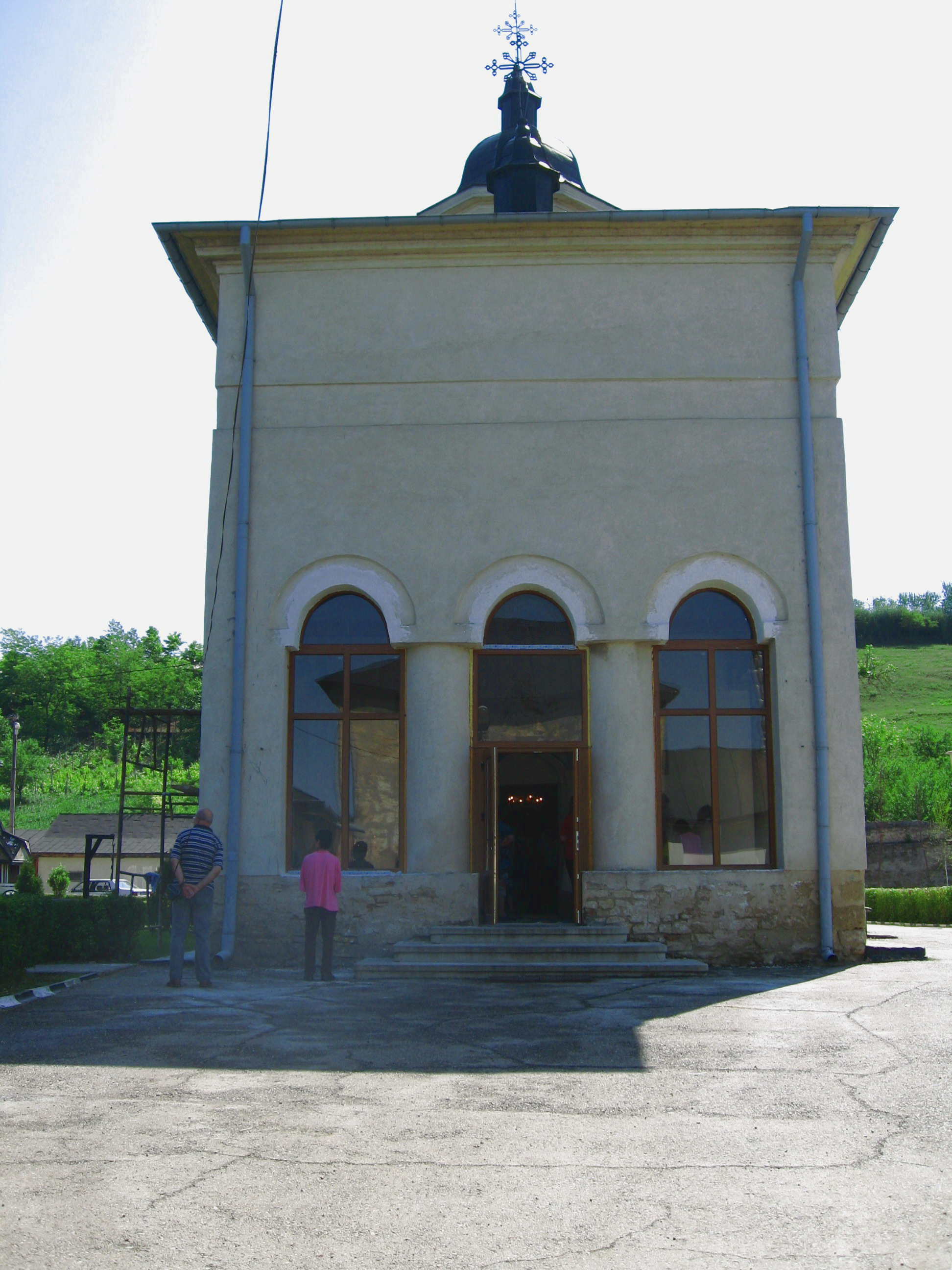
Biserica Mănăstirii Hlincea.

Închinarea Hlincei către Mănăstirea Galata nu a fost mai prielnică așezământului monahal, care a început să se ruineze. Într-un document din 26 noiembrie 1662, care consemnează reparațiile efectuate în timpul domniei lui Vasile Lupu, se menționează că Mănăstirea Hlincea "a fost pustiită din vremuri de demult și nimic n-a fost la acea sfântă mănăstire: nici chilii, nici trapezărie, nici averi, nici împrejmuiri împrejurul mănăstirii, nici odăjdii (...), ce stătea numai biserica pustiită și a început și biserica să se strice și era un lucru pustiit și pietrele au căzut".
Potrivit celor consemnate în același document, în timpul domniei lui Vasile Lupu (1634-1653) s-au efectuat importante lucrări de reparații și extindere. A fost înălțată o turlă deasupra naosului bisericii și s-au construit chilii pentru călugări, o trapeză, o pivniță de piatră, zidul de incintă cu turn și cerdac mare deasupra porții. Vasile Lupu a închinat mănăstirea la Arghirocastro de la Adrianopole (mănăstire grecească din Rumelia, astăzi pe teritoriul Turciei europene, numele actual al Adrianopolei fiind Edirne). În mai 1653, cazacii lui Timuș Hmelnițchi au jefuit biserica, au distrus odoarele și i-au torturat pe călugări.
Fiul domnitorului, Ștefăniță Lupu, la rândul lui domn al Moldovei (1659-1661), s-a îngrijit pe cheltuiala sa de pictarea interioară a bisericii, apelând la aceeași meșteri zugravi (printre care și meșterul Ioan Matei) care au pictat și biserica Mănăstirii Golia. O inscripție în limba greacă aflată pe icoana hramului, lucrată în frescă, precizează că pictarea bisericii începuse în 1659: "Rugăciunea prea iubitorului de Dumnezeu și robului său Nichifor, arhiereu, 1659”.
În jurul anului 1660,  Din acea perioadă datează și pisania în limba greacă pictată pe peretele vestic al pronaosului, care a fost tradusă de episcopul Melchisedec Ștefănescu astfel:
„S'a ridicat din temeliile pământului dumnezeescul și preacinstitul acesta templu al sfântului și slăvitului mare martir Georgie purtătoriul de biruință, prin ajutorul bănesc și cheltuiala prea evseviosului și prea strălucitului domnitor Domnul Ion Vasilie Voevod. Apoi s'a zugrăvit de prea evseviosul și prea strălucitul fiul seu Domnul Ion Ștefan Voevod, Domnitor a toată Moldovlahia, pentru mântuirea sufletelor lor și purulelnica pomenire a părinților lor. Archipăstorind Prea sfințitul Mitropolit al Moldovalachiei Savva și egumenind prea cuviosul Domn Dositheiu. În anul dela crearea lumei 7169, iar dela iconomia întrupărei 1660, indicționul 13, luna Noemvrie 20.”
Pisania pictată în 1660 uită să-i pomenească pe vechii ctitori ai Bisericii Hlincea, ducându-i în eroare pe cititori cu privire la data construcției. Documentul din 26 noiembrie 1662, menționat mai sus, precizează însă că mănăstirea Hlincea, situată "aproape de târgul Iași, sub făget", a fost ctitorită de vistiernicul Zota Tzigara.
Domnitorul Gheorghe Duca (1668-1672) a pus Mănăstirea Hlincea sub ascultarea Mănăstirii Cetățuia (ctitorită de el și sfințită la 29 iunie 1672 și închinată la rândul ei Patriarhiei Ierusalimului), rămânând multă vreme ca metoc al acesteia din urmă (până în anul 1990). În schimbul Hlincei, el oferea mănăstirii grecești Mănăstirea Zlataust, zidită rapid în 1682.
În ianuarie 1717, când o oaste austriacă comandată de căpitanul belgian François (Ferentz) Ernaut se afla în Moldova, cantonată la Cetatea Neamțului, domnitorul Mihai Racoviță (1703-1705, 1707-1709 și 1716-1726) a chemat o hoardă de tătari pentru a-l ajuta să respingă atacul năvălitorilor. Numărul tătarilor a fost mai mare decât prevăzuse domnitorul. Cronicarul Ion Neculce precizează că, la apropierea tătarilor, soldații austrieci s-au retras spre Hlincea unde au fost atacați de tătari și de oastea moldovenească. În luptele purtate acolo, au murit mulți soldați austrieci. După spusele cronicarului, "deci au și purces cătanile pe lângă pârăul Cetățuii asupra Hlincii a să spăriia și tătarîi a-i încungiura giur împregiur, de le da năvală să-i spargă. Atuncea au eșit și Mihai-vodă cu seimenii și cu streleții, adecă vănătorii ce avea, în timpinarea lor la Hlincea. Și au început a strânge și din târgu slujitori, cine era. Deci streleții au început a-i bate rău cu sinețele." 
În timpul războaielor ruso-turcești din 1787-1792 și din 1806-1812, mănăstirile Cetățuia și Hlincea au fost transformate în spitale militare. De asemenea, în vremea epidemiei de holeră din 1831, Mănăstirea Hlincea a fost folosită ca lazaret pentru bolnavi, iar în timpul "holerei celei mari" din 1848 în jurul mănăstirii au fost înmormântați morții de holeră din Iași.
În anul 1854, viitorul episcop Melchisedec Ștefănescu găsea mănăstirea într-o stare deplorabilă, cu acoperișul spart și chiliile ruinate. După propriile cuvinte, "biserica dela Chlincea este zugrăvită, dar zugrăveala în multe locuri este stricată. Pe părete în partea dreaptă sunt portretele a trei ctitori, îmbrăcați în costume domnești. Cei d'întăi ține în mână o biserică, iar în alta o hârtie scrisă grecește, dar nediscifrabilă, fiind scrisoarea ștearsă de timp. Biserica este în stare decăzută; acoperemântul spart, și plouă prin turlă; păreții crăpați în două locuri. Curtea este împresurată cu zid de piatră, înalt de 2 stânjini. Clopotnița în stare bună. Deasupra porței sunt câteva chilii ruinate. În niște case proaste din curtea bisericei, șede preotul. Afară de case, mai sunt niște șuri, care se vede că au rămas din timpul administrației călugărilor greci, sub cari mânăstirea aceasta era prefăcută în ocol de vite, în care stare am văzut-o eu la anul 1854."  La peste jumătate de secol de la momementul acestei descrieri, N.A. Bogdan găsea mănăstirea într-o stare și mai ponosită.

### Restaurarea bisericii
În anul 1908, Comisiunea Monumentelor Istorice a efectuat o serie de lucrări de restaurare care au reabilitat lăcașul degradat. Mănăstirea Hlincea a fost închisă ca urmare a Decretului 410/1959, când s-au închis mai multe mănăstiri din România. Biserica mănăstirii a devenit biserică parohială a satului Hlincea. Avariată în cutremurul din 4 martie 1977, biserica a fost supusă unui amplu proces de consolidare și restaurare din inițiativa mitropolitului Teoctist Arăpașu al Moldovei și Sucevei. Astfel, în perioada 1980-1984, au fost reparate zidul din incintă și clădirea chiliilor.
Schitul Hlincea a fost redeschis în anul 1990, după căderea regimului comunist, fiind aduși călugări de la Mănăstirea Horaița, în frunte cu ieromonahul Metodie Oprică, care a fost numit stareț. În anul 1991, mitropolitul Daniel Ciobotea al Moldovei și Bucovinei a scos Schitul Hlincea de sub administrarea Mănăstirii Cetățuia și l-a ridicat la rangul de mănăstire cu o autonomie administrativă proprie. În anii următori, s-au realizat, prin râvna călugărilor, ample lucrări de restaurare și construire de noi chilii. Între anii 1995-1998, cu binecuvântarea mitropolitului Daniel și cu îngrijirea protosinghelului Metodie Oprică, starețul mănăstirii, s-a construit o clădire modernă cu etaj care are rolul de a adăposti chiliile monahilor, bucătăria și trapeza.
Mult timp, drumul de acces la mănăstire era un drum de pământ, nemodernizat, dar în vara anului 2003, el a fost asfaltat pe o porțiune de circa 3 kilometri.
Hramul Mănăstirii Hlincea este sărbătoarea Sf. Gheorghe, prăznuită în fiecare an la data de 23 aprilie.

## Biserica "Sf. Gheorghe"

### Arhitectura

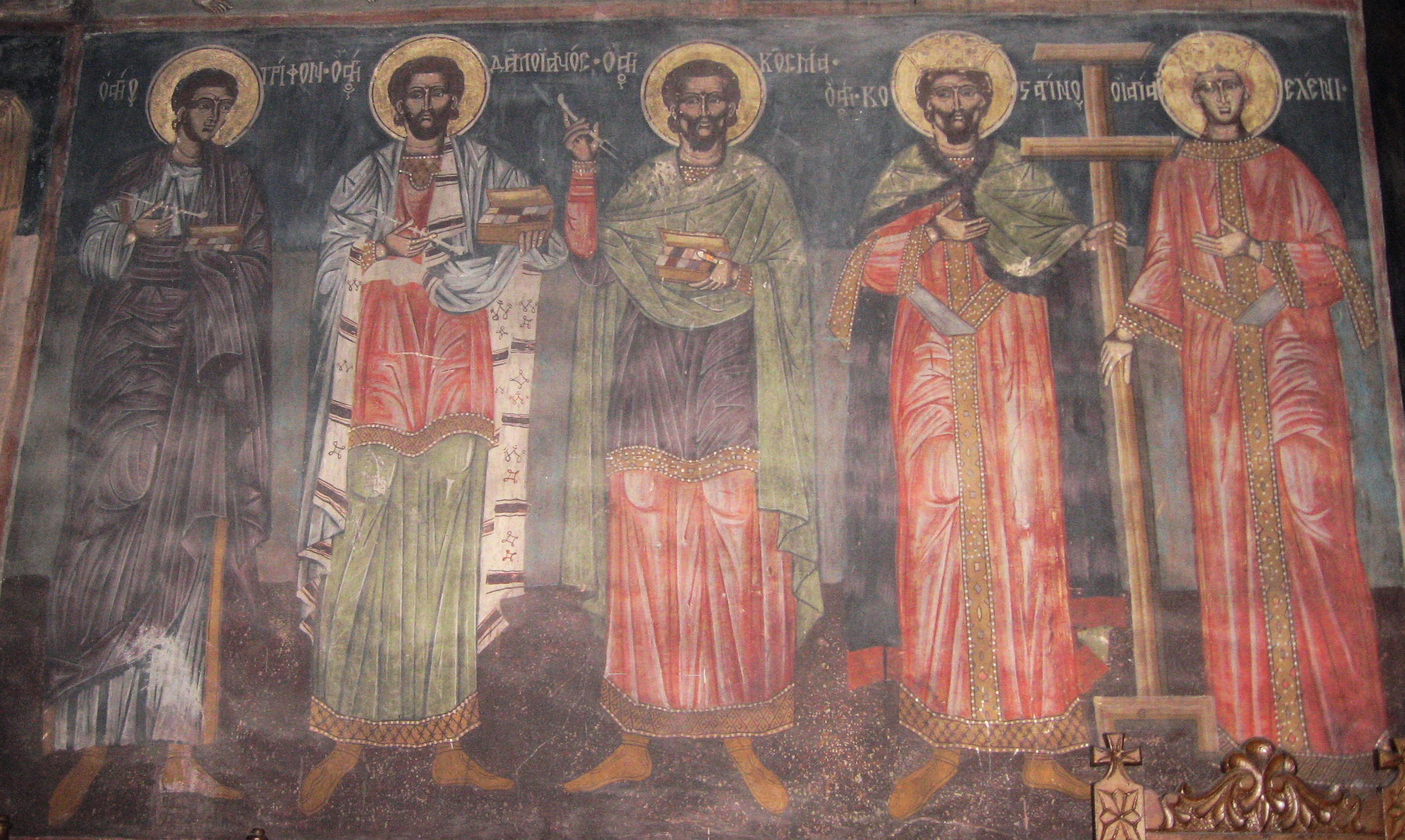
Frescă din biserica Mănăstirii Hlincea. Aici sunt reprezentaţi sfinţii militari: Mercurie, Nichita, Gheorghe, Dimitrie şi Teodor.

Biserica Mănăstirii Hlincea impune prin proporțiile sale armonioase. Ea se înalță în mijlocul unei incinte spațioase, în formă de patrulater (cu laturi de câte 60 m), înconjurată de ziduri înalte, sprijinite în partea de vest de contraforturi puternice. În incinta mănăstirii se pătrundea inițial printr-o intrare boltită, aflată pe latura de vest, peste care se ridică o construcție de cărămidă, și pe sub turnul clopotniță, amplasat pe latura nordică. Astăzi intrarea se face numai prin partea de vest, turnul clopotniță făcând legătura cu un cimitir.
Biserica Mănăstirii Hlincea este construită în plan triconc, cu turlă pe naos, cu pereții sprijiniți de patru contraforturi în trepte, dispuși, doi câte doi, la o oarecare distanță de absidele laterale. Există în această privință asemănări cu planul bisericii de la Aroneanu. Zidurile bisericii au 1 metru grosime. Pridvorul bisericii este deschis, fiind format din trei arcade largi, susținute de coloane rotunde în față și de secțiune pătrată la colțuri. El a fost închis cu geamuri. Din pridvor se trece în pronaos, care este despărțit de naos prin trei arcade sprijinite pe două coloane.

### Iconografia
Pictura Mănăstirii Hlincea a fost lucrată în frescă între anii 1659-1661, în timpul domniei lui Ștefăniță Lupu, de către pictorul Ioan Matei. Ea are o deosebită valoare istorică și artistică. În tabloul votiv de pe peretele de sud al naosului sunt pictați noii ctitori: Vasile Lupu, Ștefăniță Lupu și Doamna Ecaterina, îmbrăcați în costumele de ceremonie. Domnitorul ține în mână un pergament și o biserică în miniatură, Ștefăniță are în mâna dreaptă o fâșie de pergament cu o inscripție în limba greacă, iar în stânga o pungă, semn al ctitorului, ca și Doamna Ecaterina. Din pictura interioară se remarcă în mod deosebit figura arhanghelului Gavriil, precum și seria de sfinți militari: Mercurie, Nichita, Gheorghe, Dimitrie și Teodor, care indică realele calități portretistice ale pictorului.
De asemenea, este de remarcat prezența emblemei imperiale bizantine - vulturul bicefal încoronat, zugrăvită într-o nișă de sub fereastra altarului, simbol ce trebuie pus în legătură cu visurile de mărire ale lui Vasile Lupu, cel "cu fire împărătească, mai mult decât domnească".
Se remarcă, de asemenea, motivele populare originale cu care sunt împodobite chenarele și arcurile pronaosului. Pictura din biserică, în care predomină tonurile culorilor verde-pal, roșu-brun și roșu de minium, este o operă de artă care se impune prin realismul scenelor și calitatea desenului. Prezintă totuși urme de retușări de mai târziu.

## Imagini

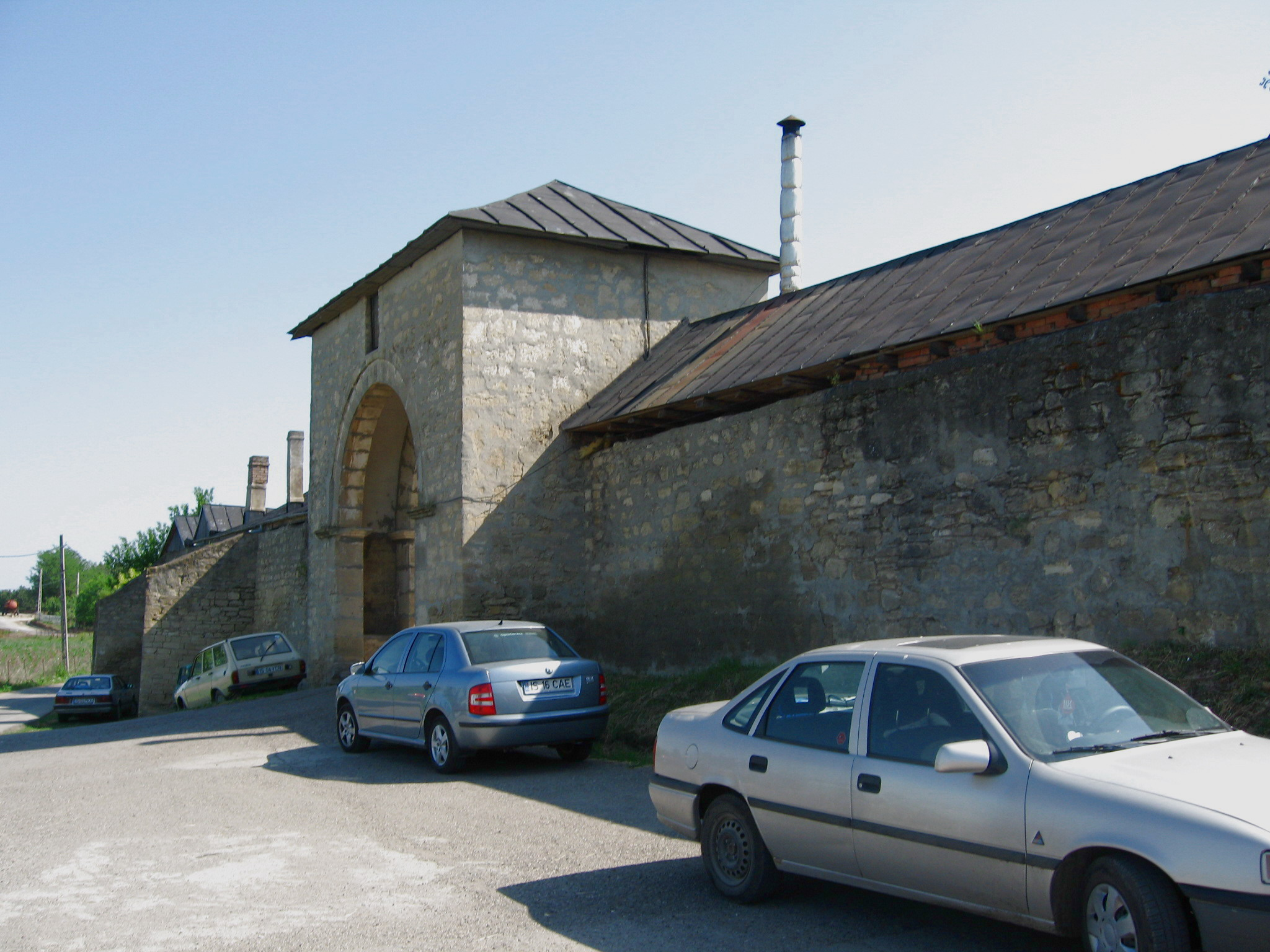
Drumul spre Mănăstirea Hlincea
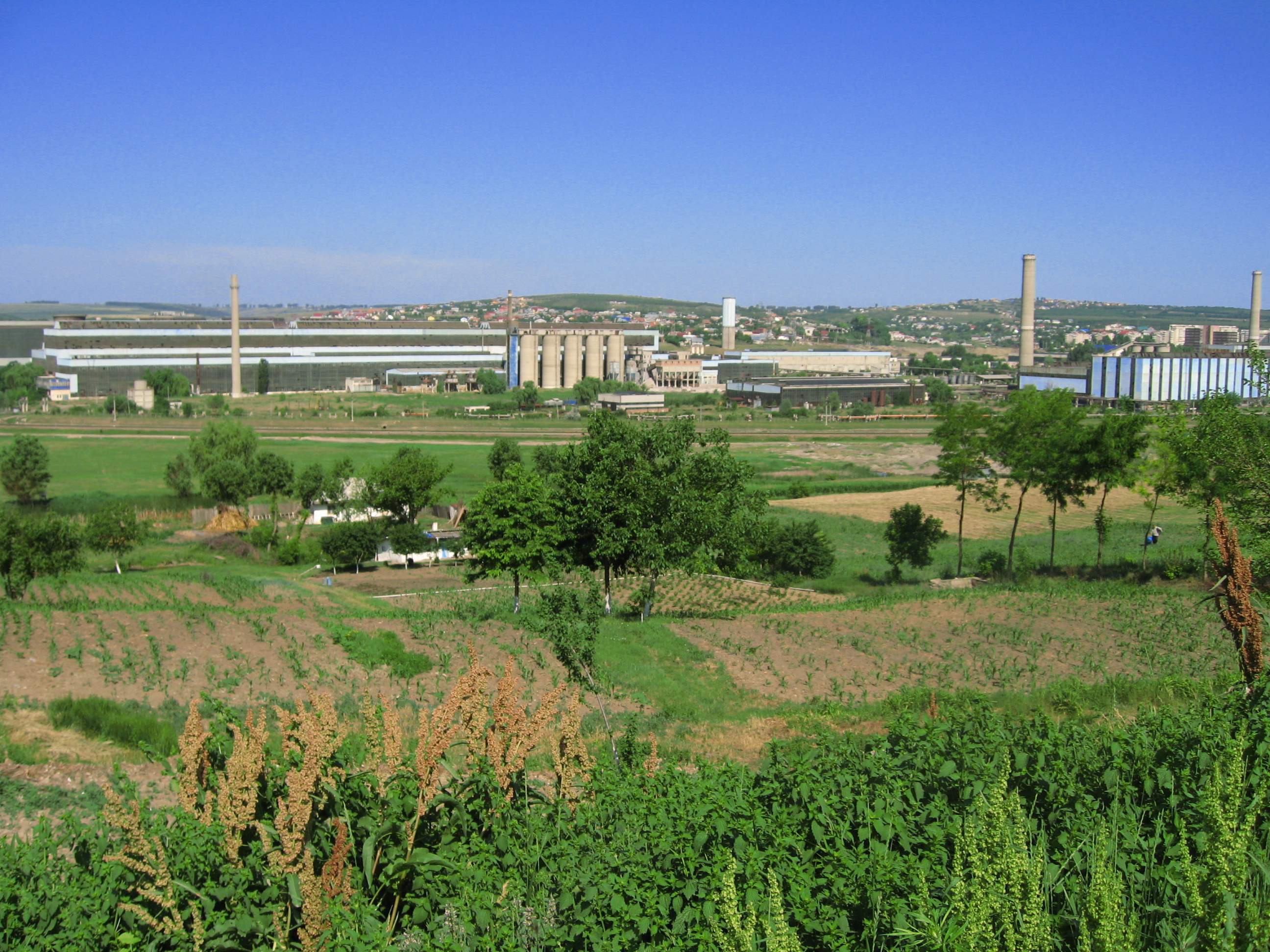
Iaşul văzut de la Mănăstirea Hlincea
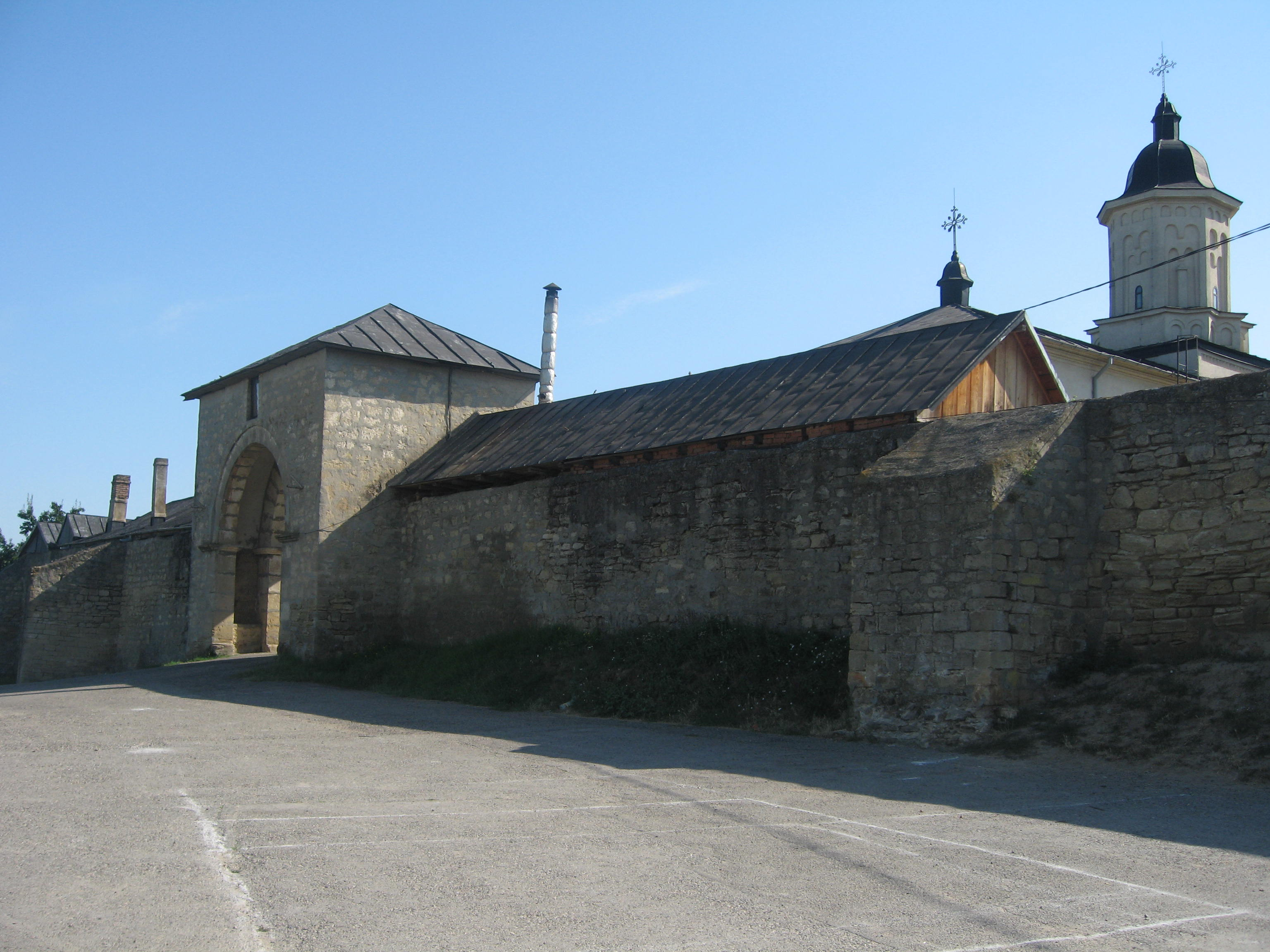
Zid de incintă
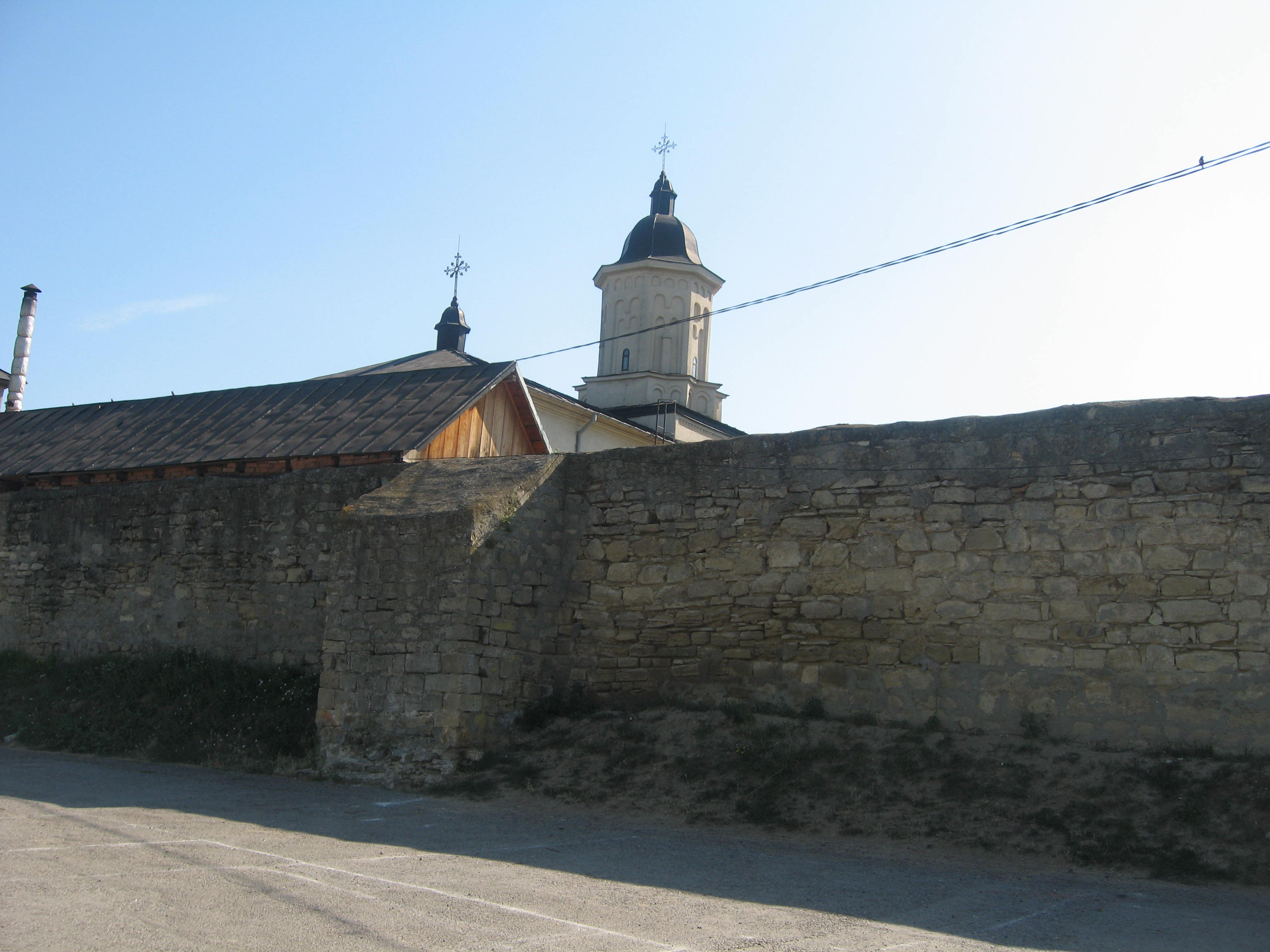
Zid de incintă
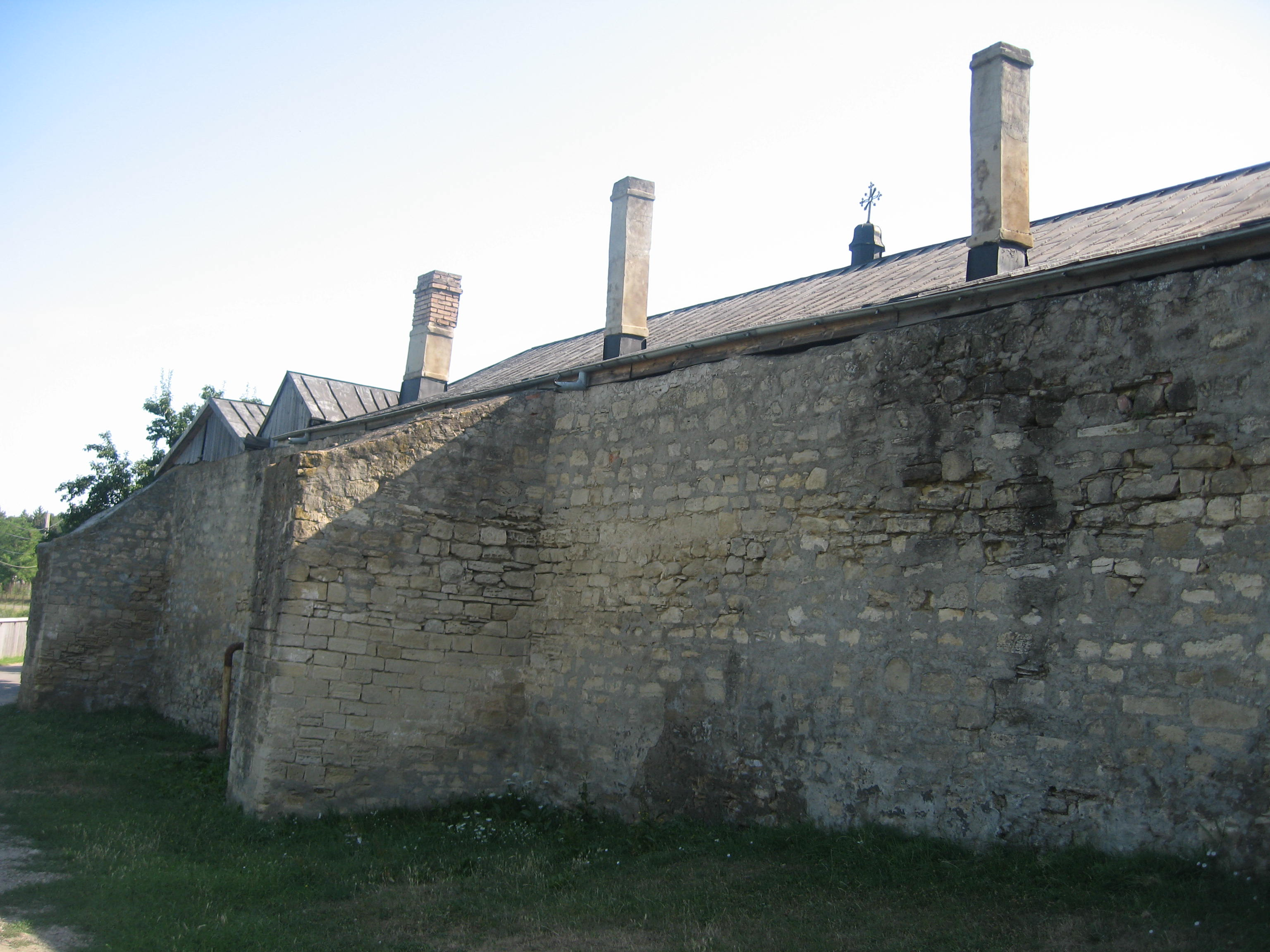
Zid de incintă
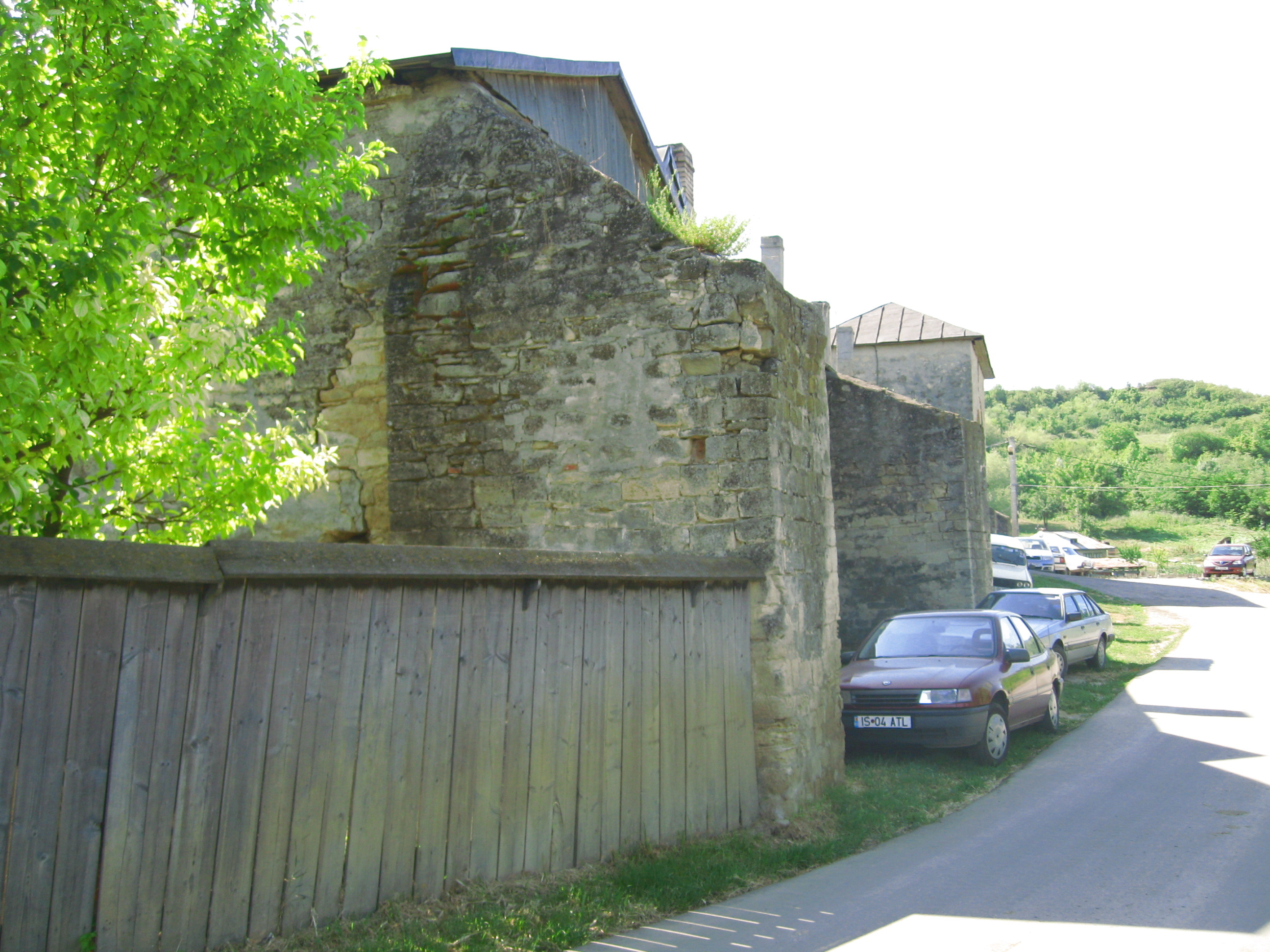
Contrafort al zidului de incintă
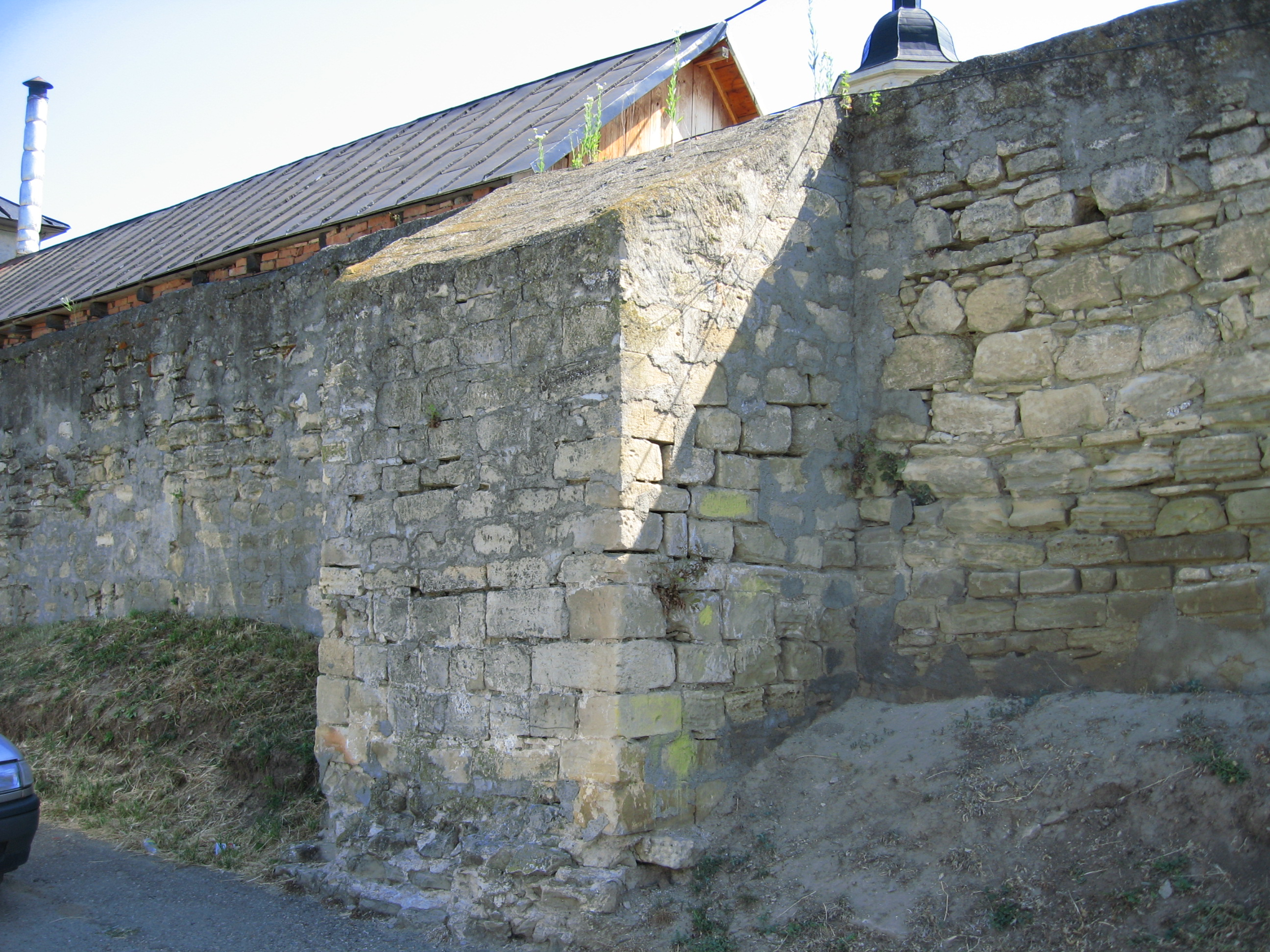
Contrafort al zidului de incintă
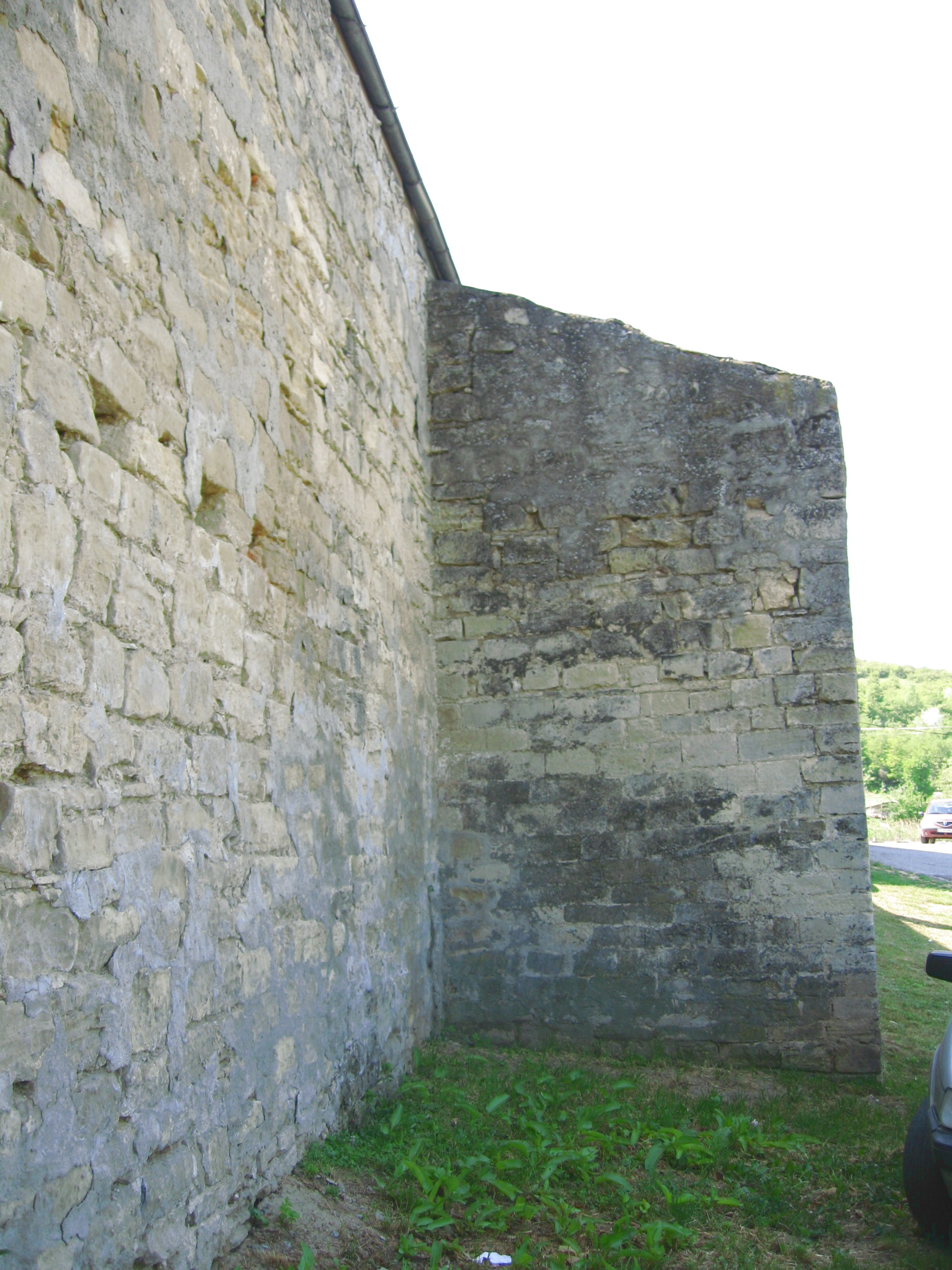
Contrafort al zidului de incintă
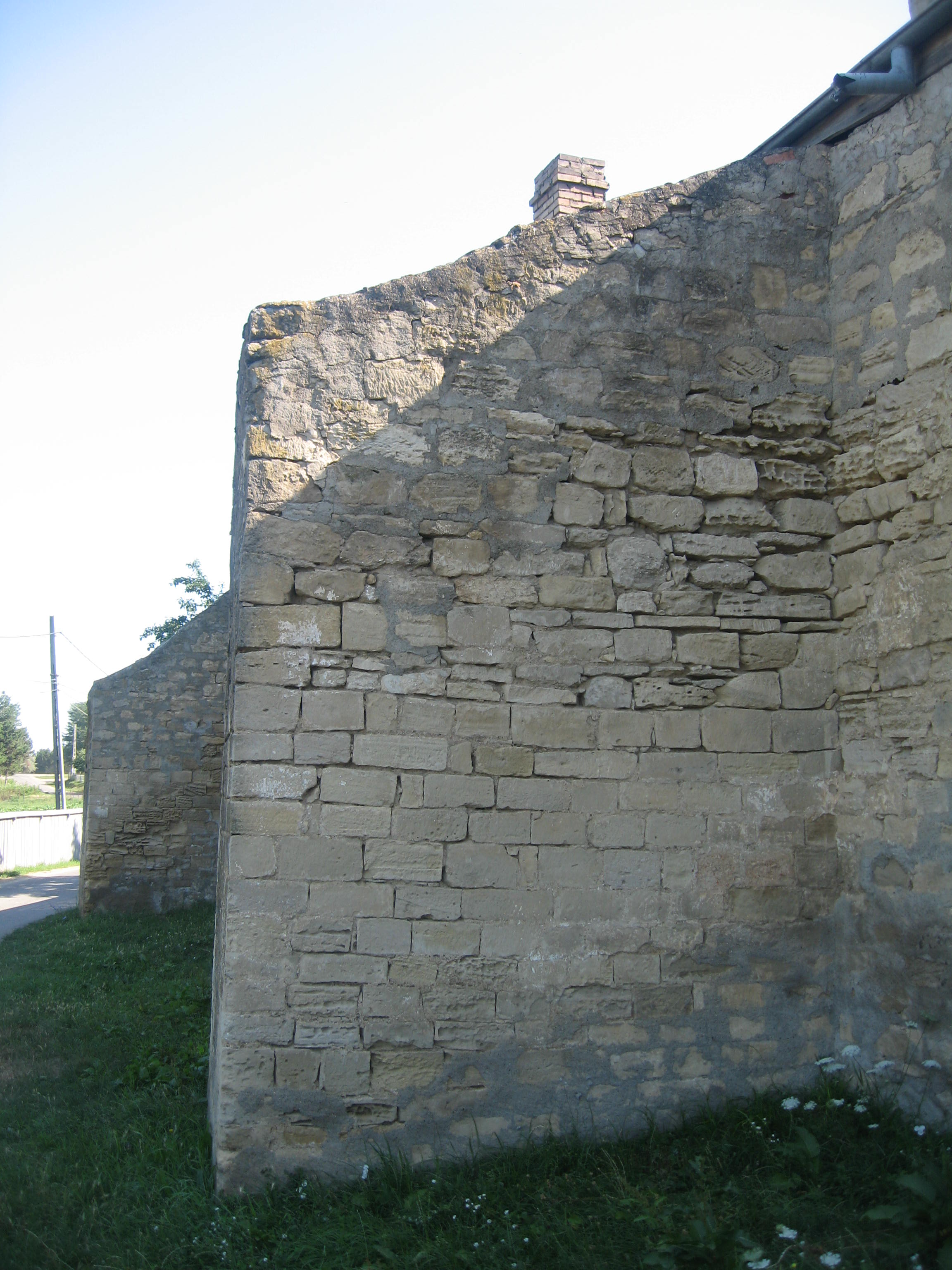
Contrafort al zidului de incintă
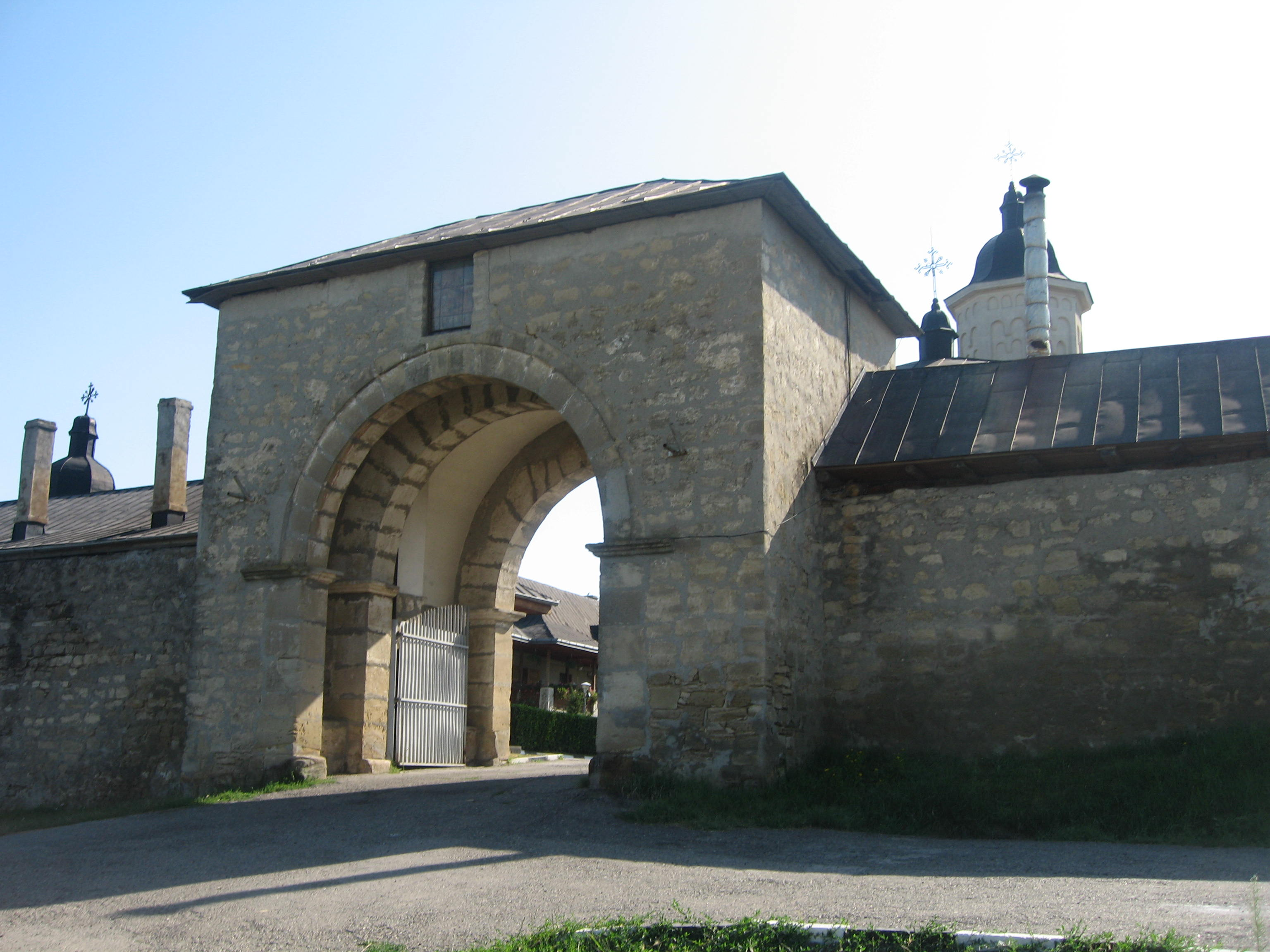
Intrarea boltită (vedere din exterior)
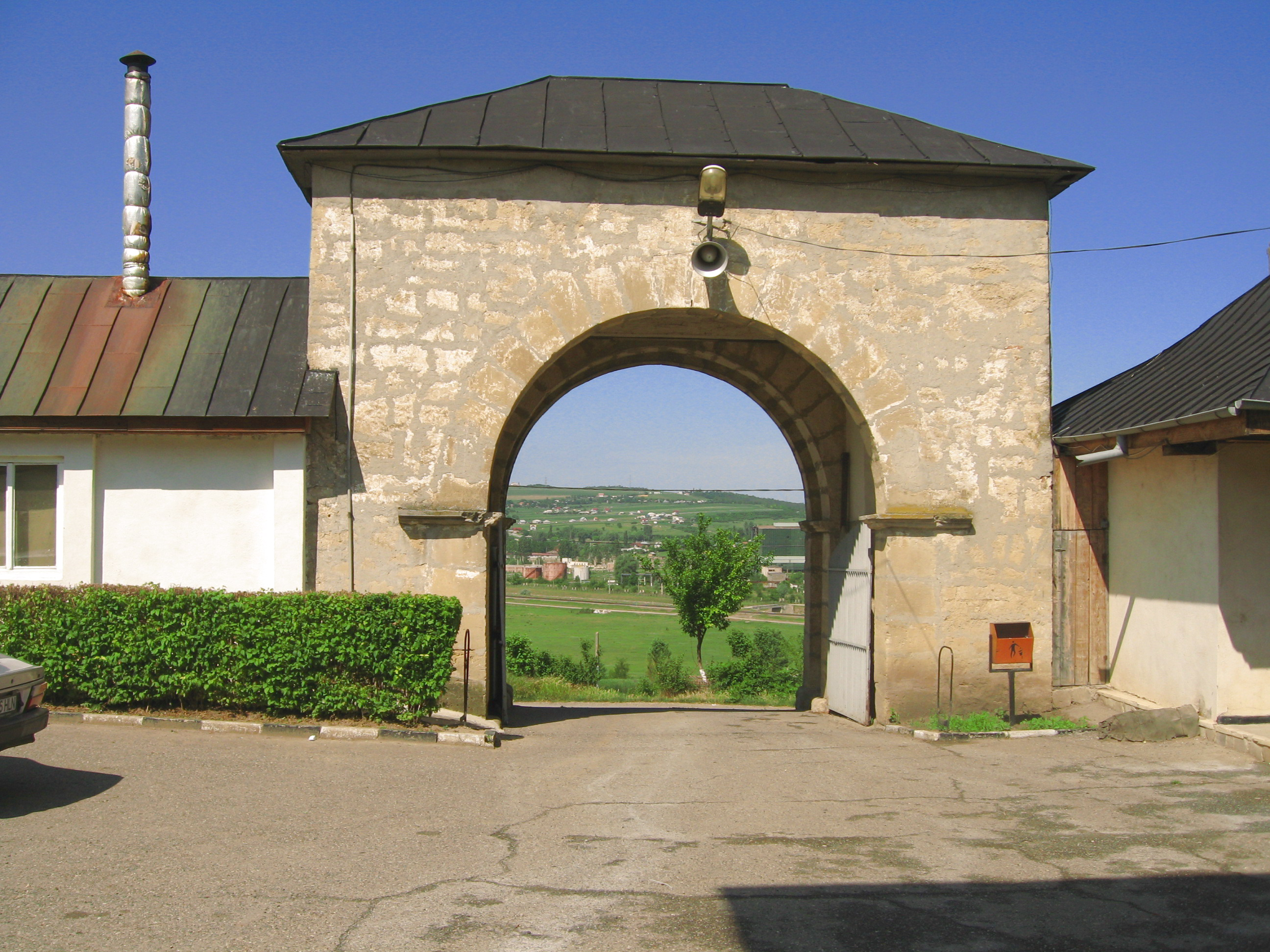
Intrarea boltită (vedere din interior)
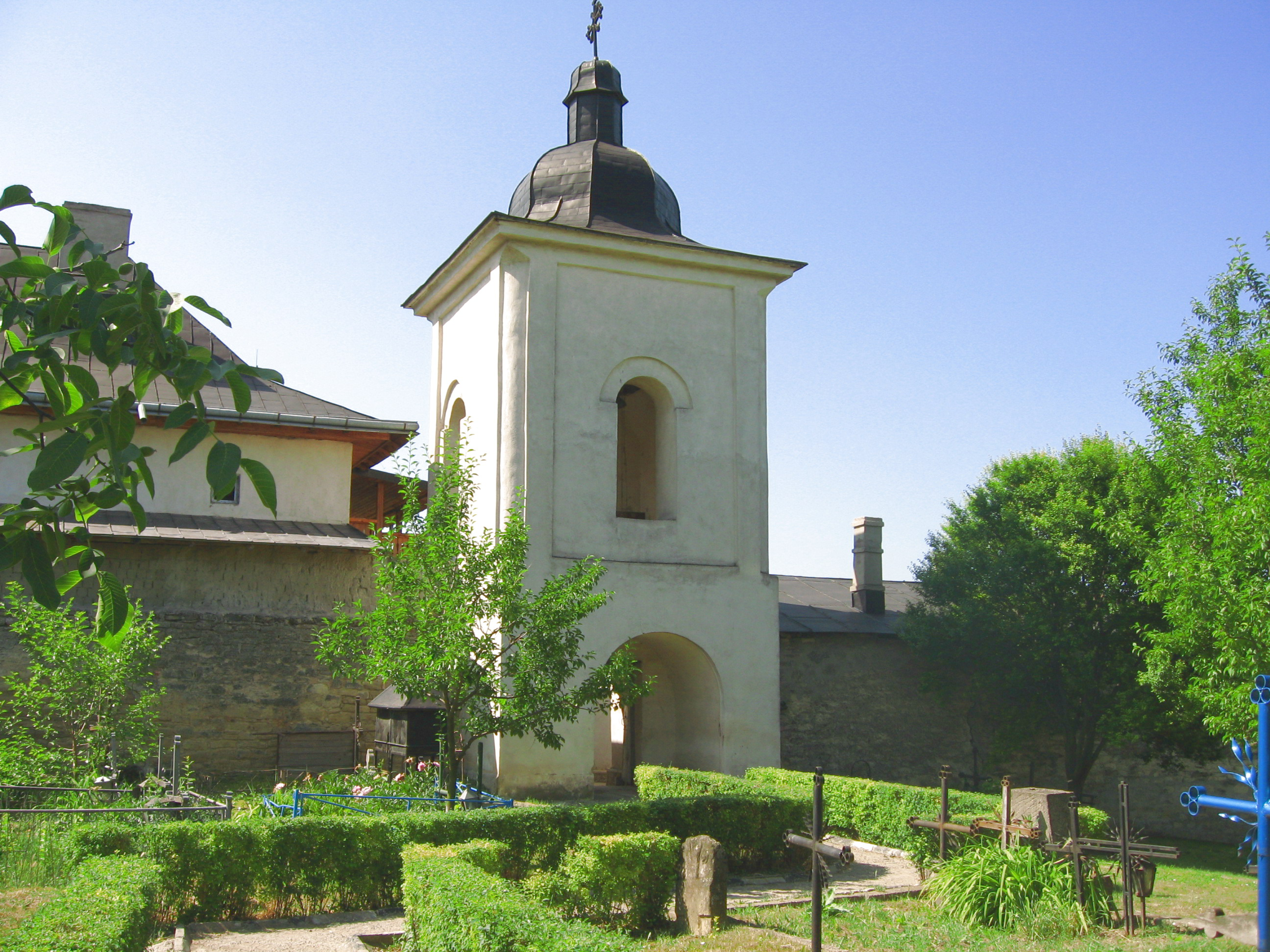
Turnul clopotniţă (vedere din exterior)
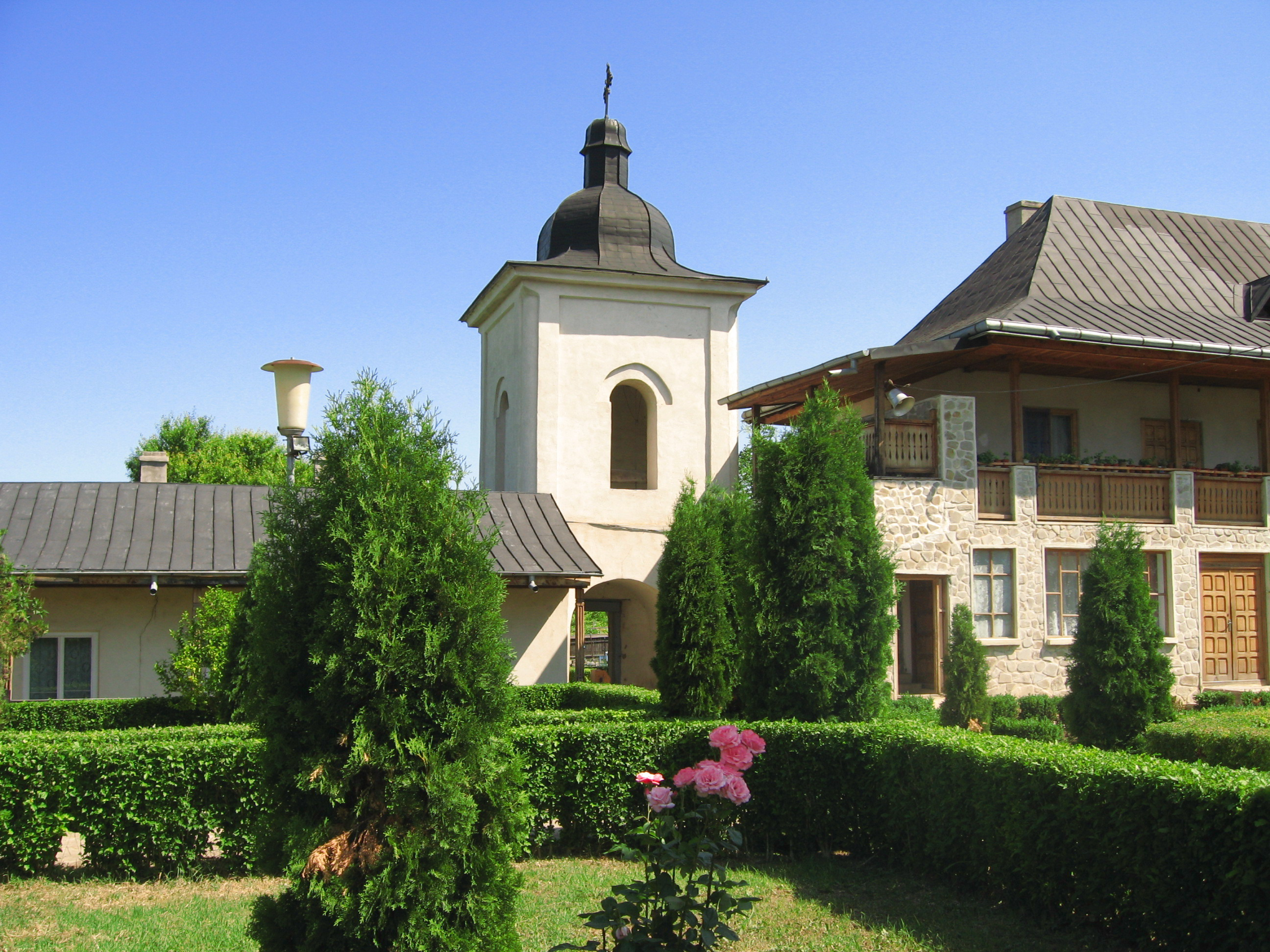
Turnul clopotniţă (vedere din interior)
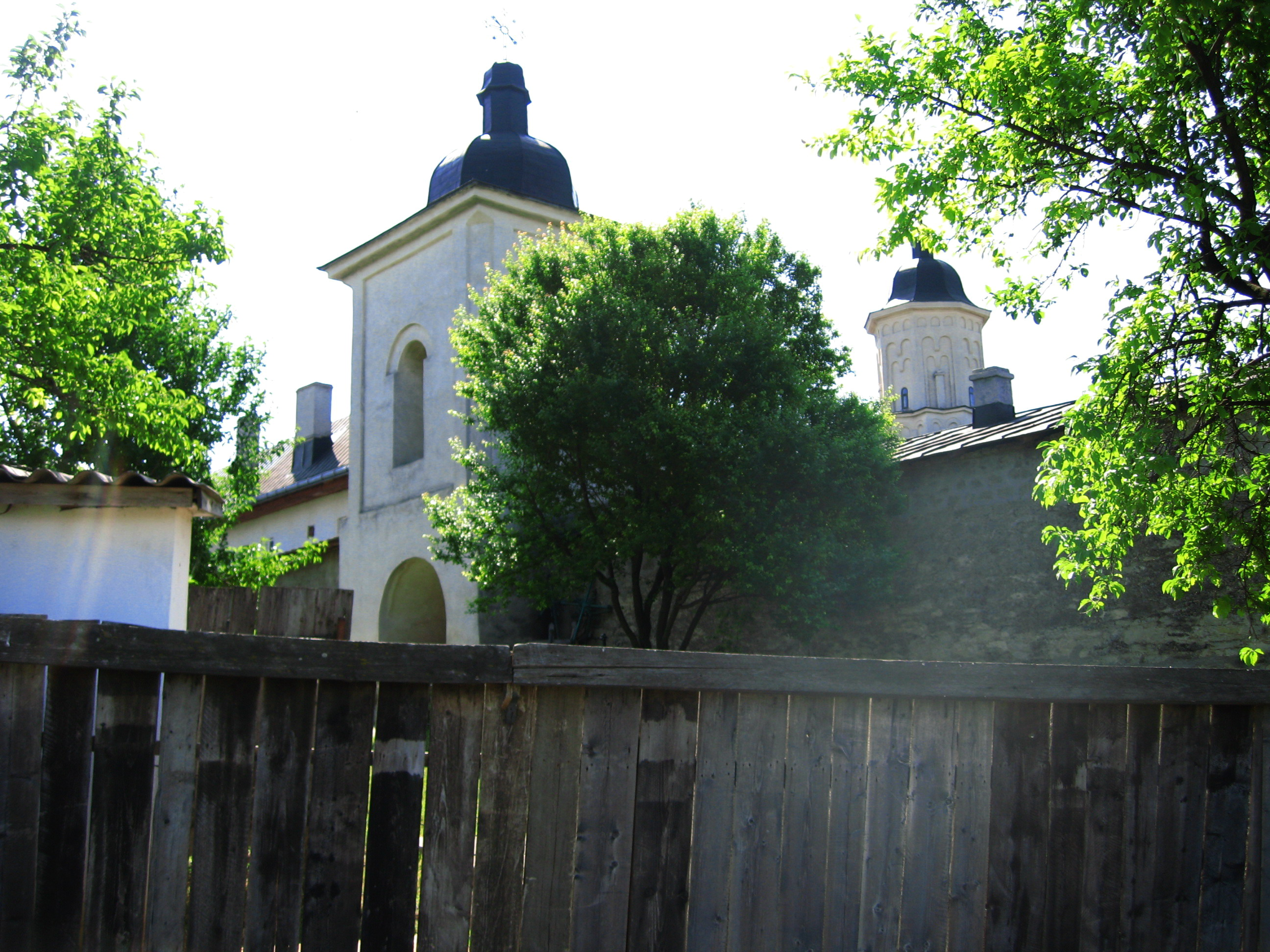
Turnul clopotniţă (vedere din stradă)
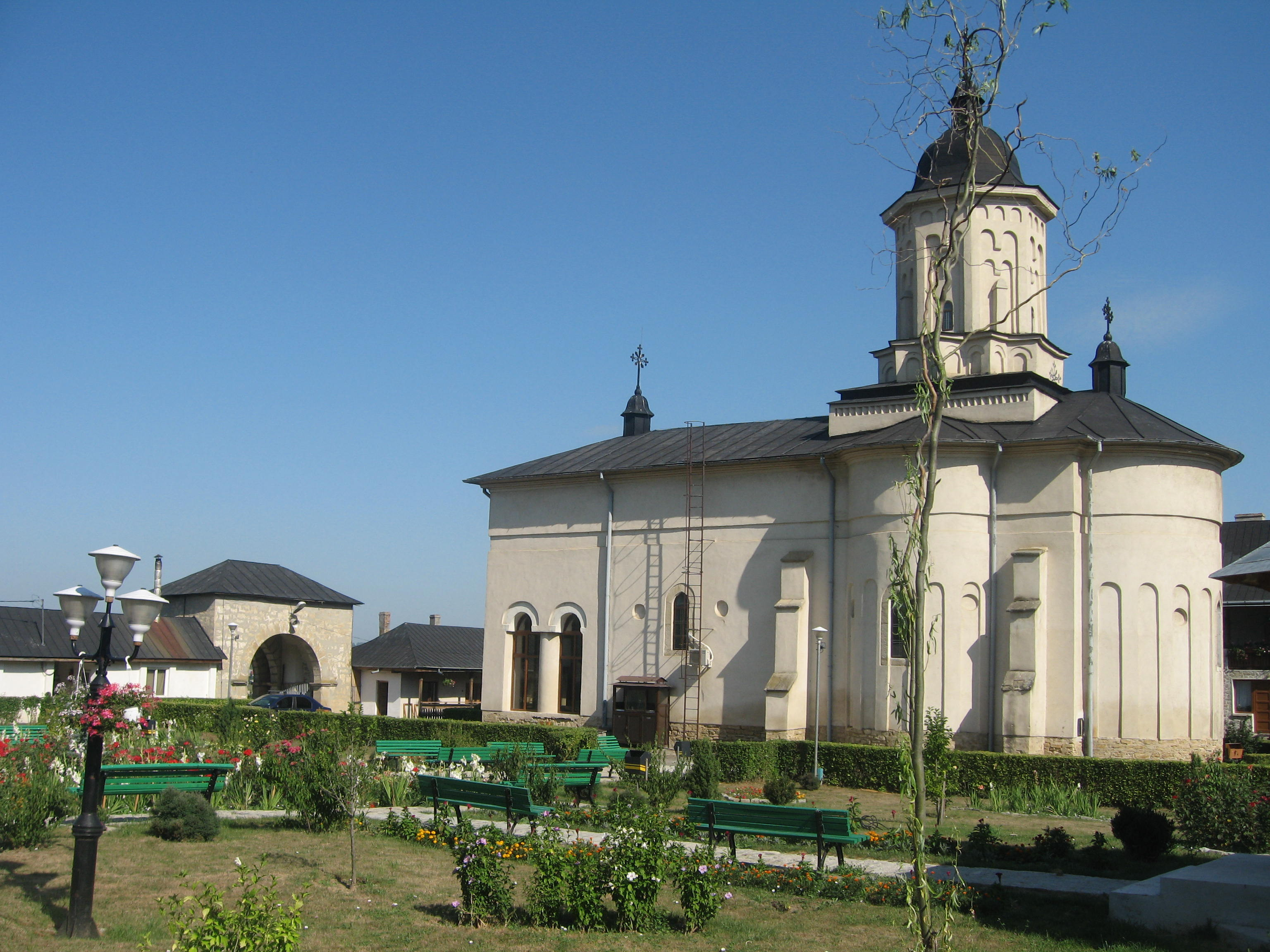
Biserica şi intrarea boltită
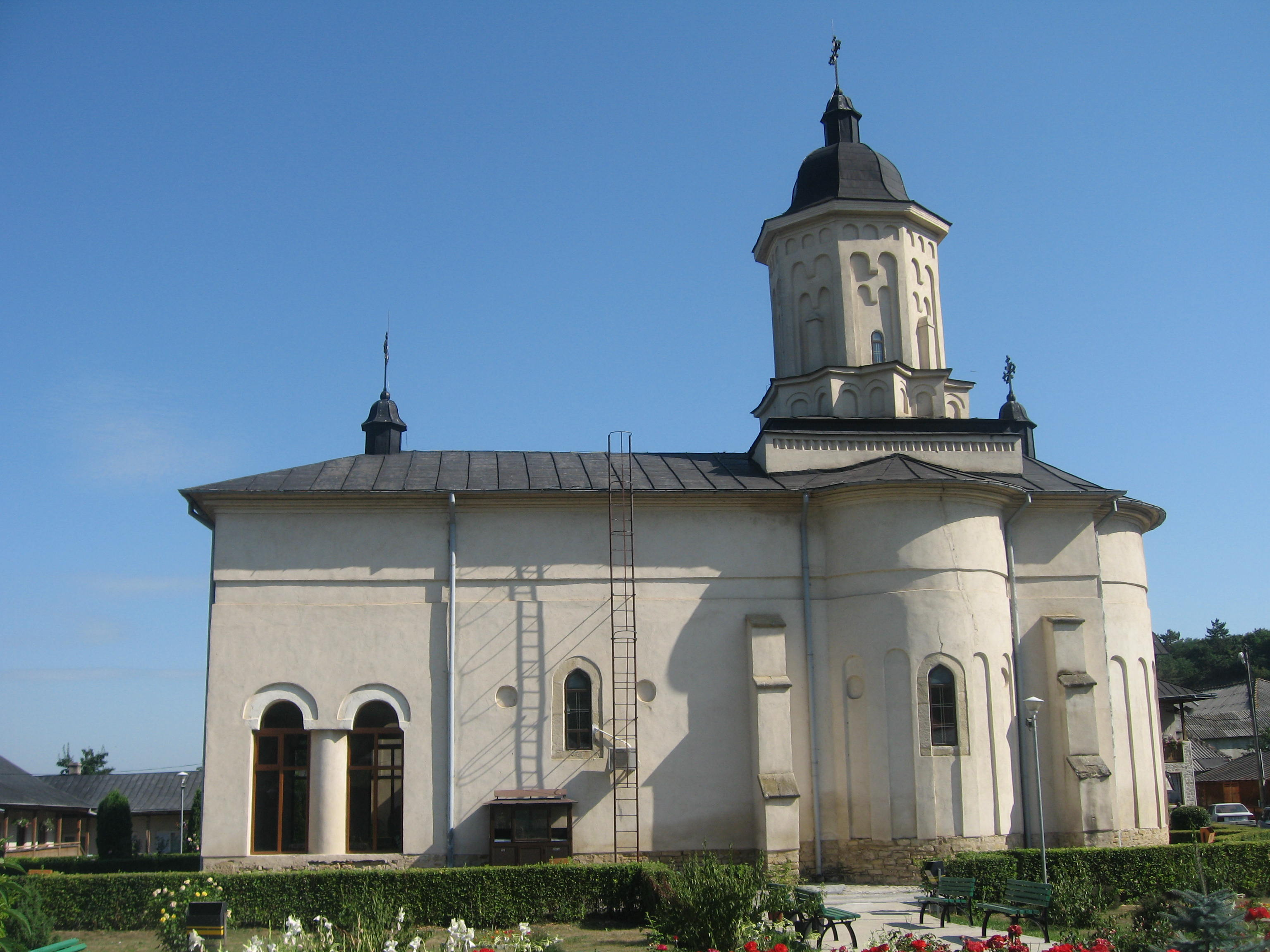
Biserica
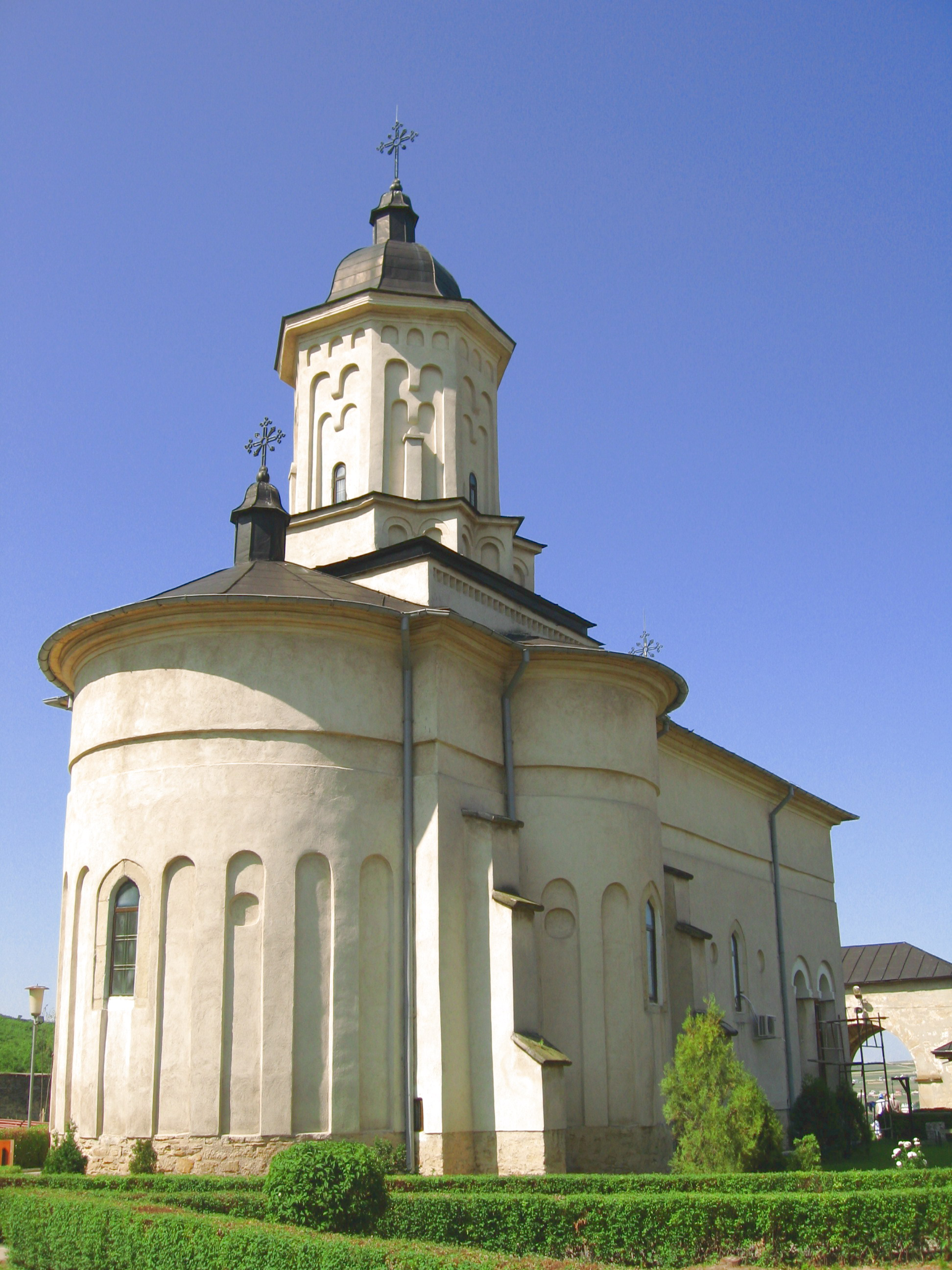
Biserica
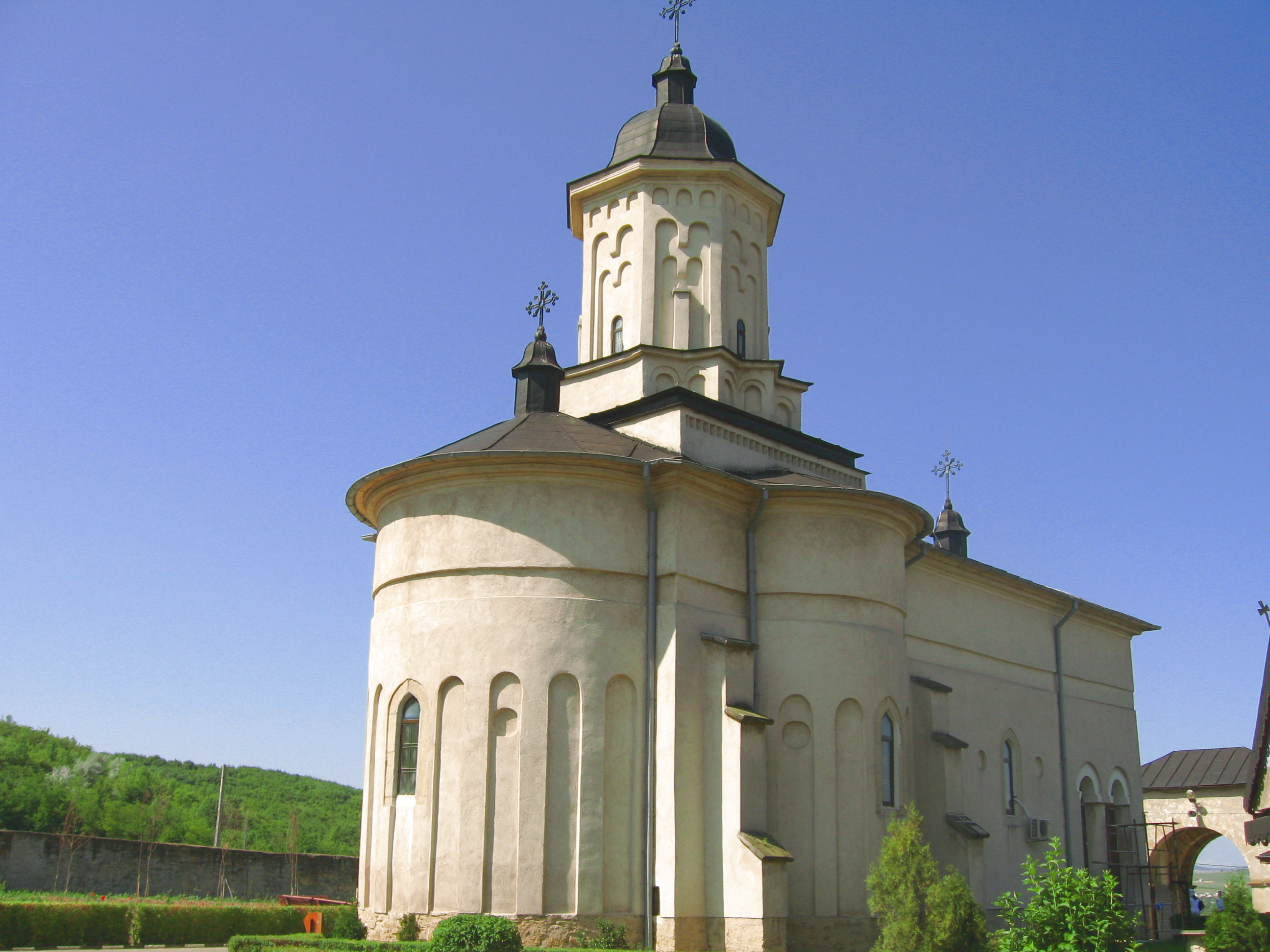
Biserica
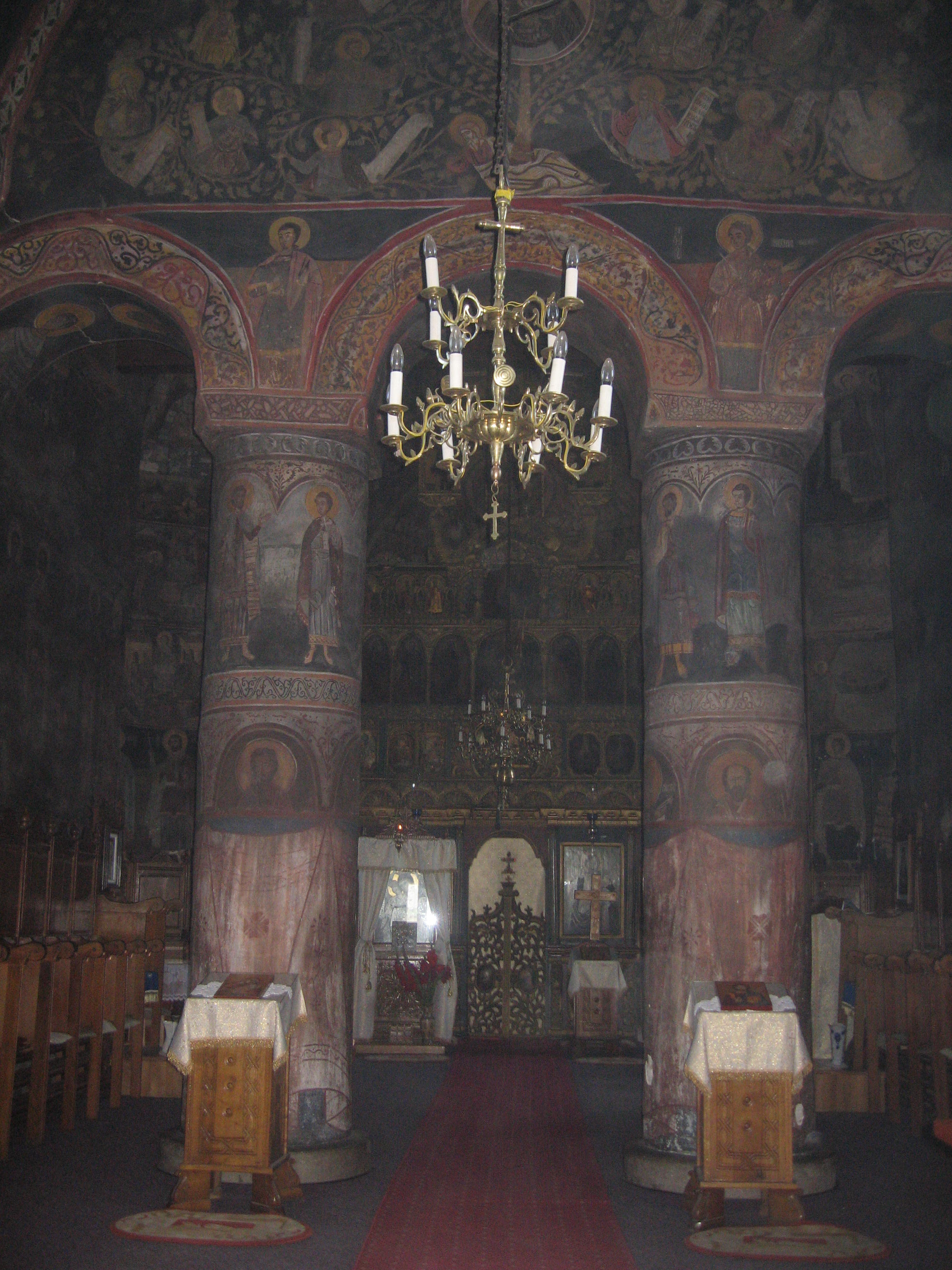
Interiorul bisericii
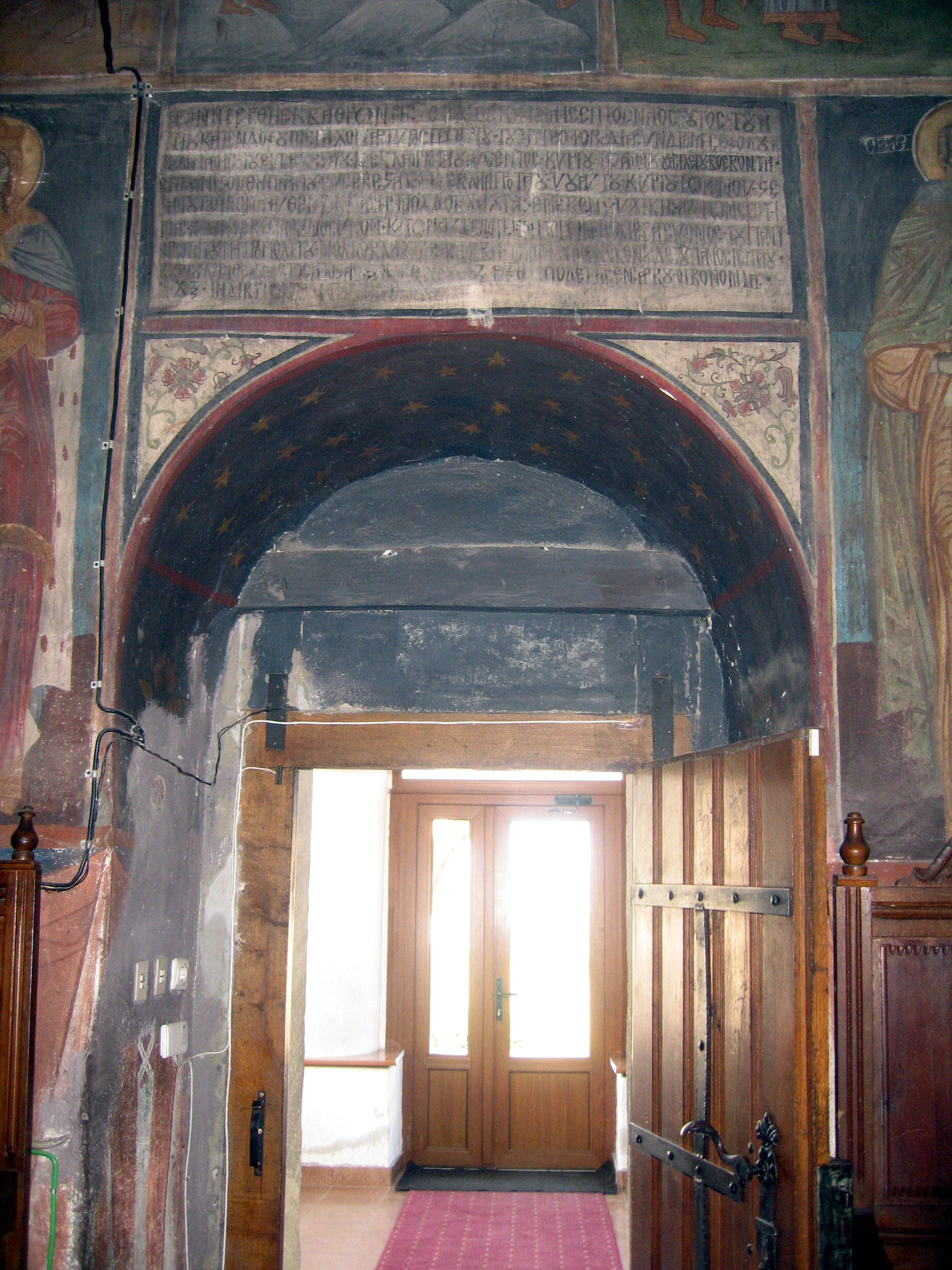
Pisania aflată pe peretele dintre pronaos şi pridvor
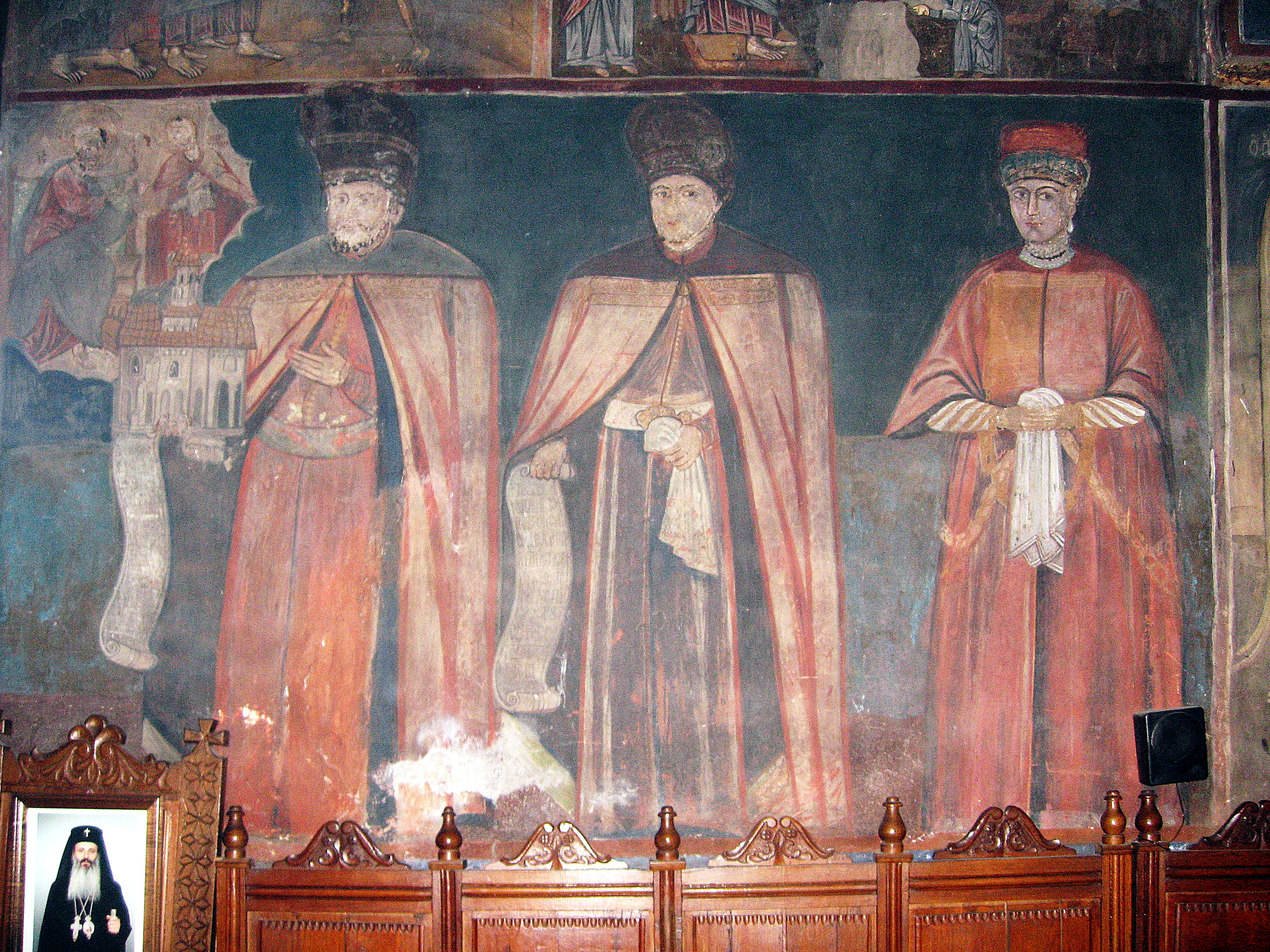
Tabloul votiv aflat pe peretele de sud al naosului. Aici sunt pictaţi noii ctitori: Vasile Lupu, Ştefăniţă Lupu şi Doamna Ecaterina, îmbrăcaţi în costumele de ceremonie.
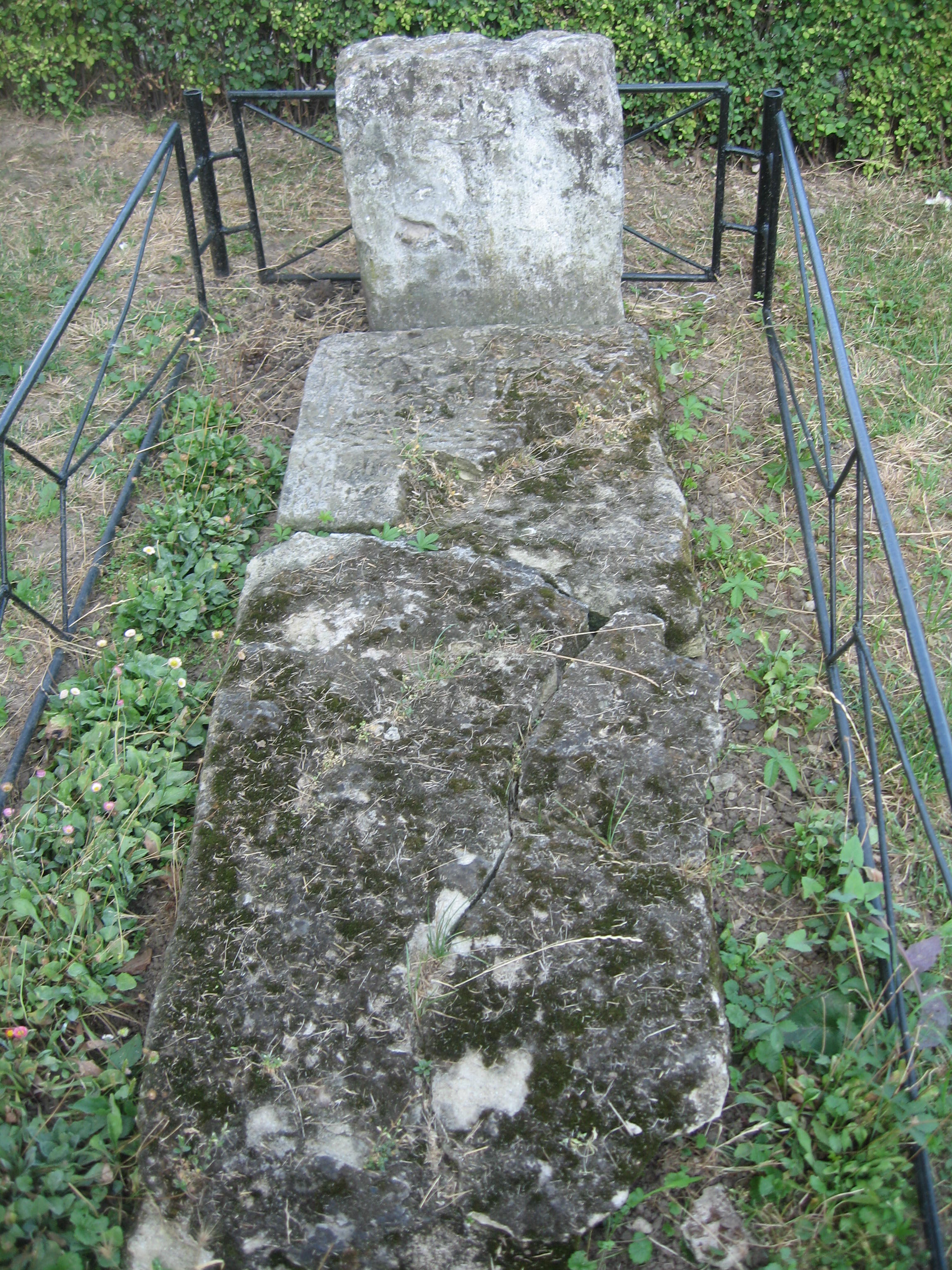
Mormânt vechi în curtea bisericii
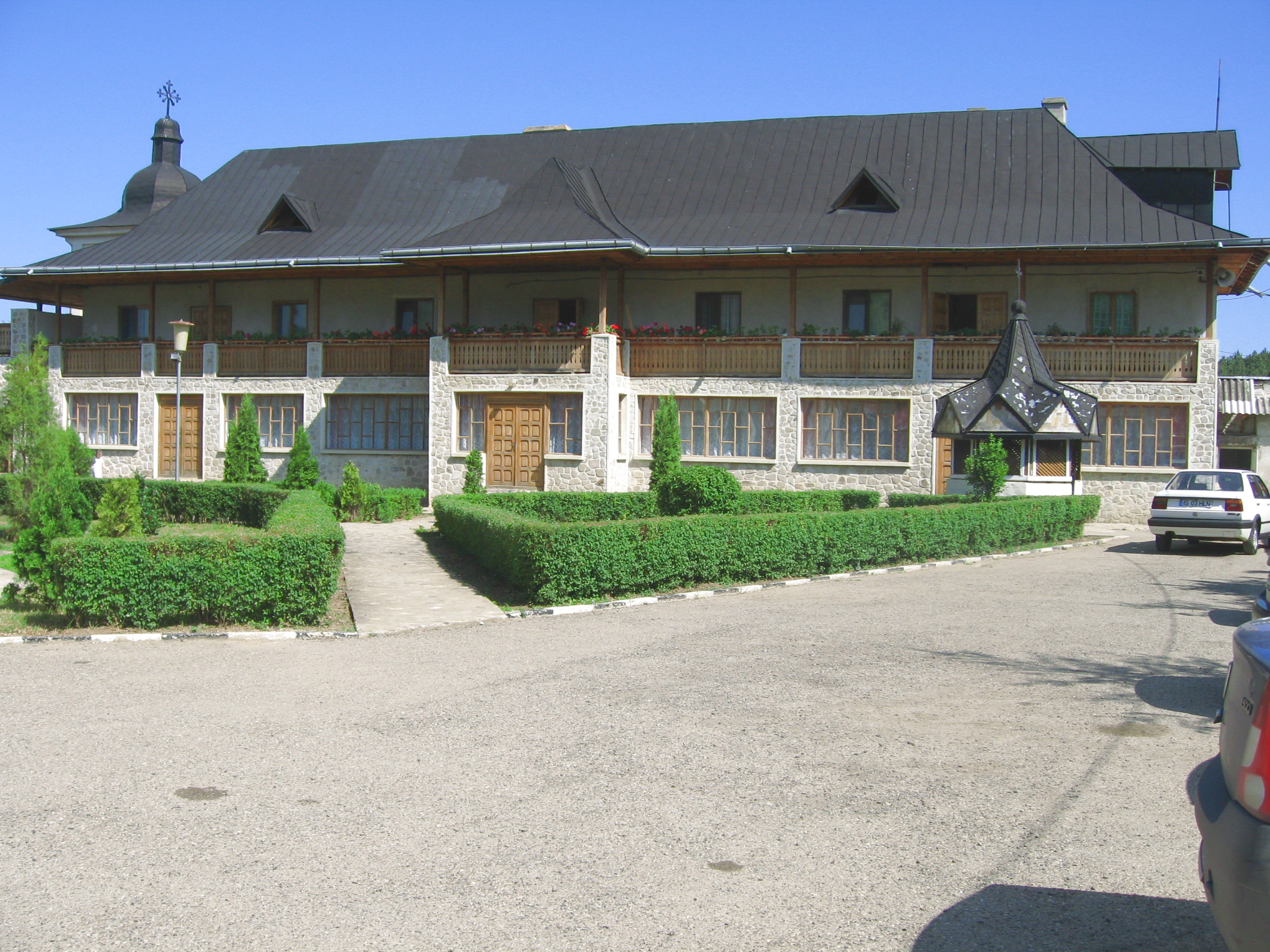
Chilii
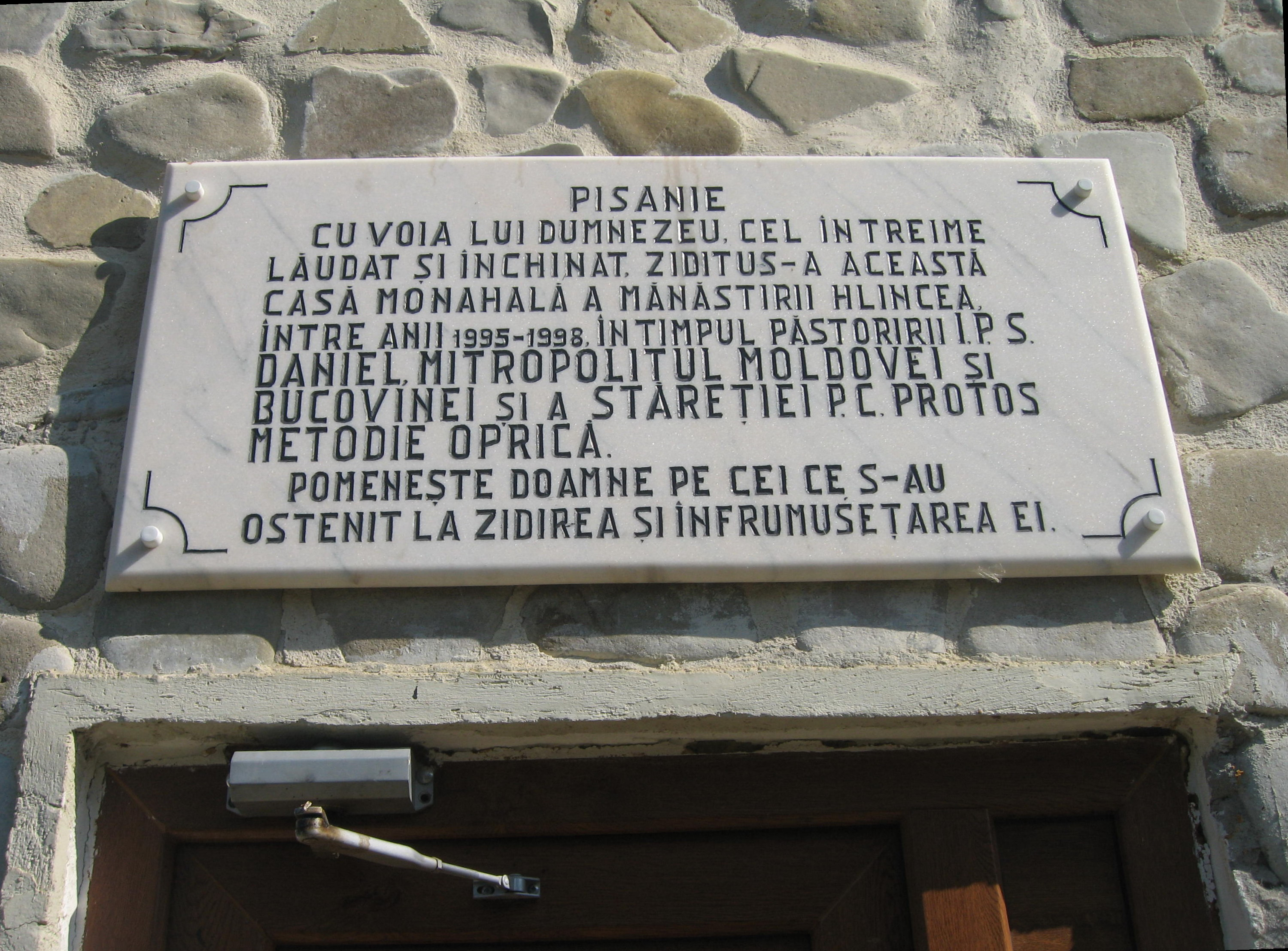
Pisanie pe clădirea chiliilor
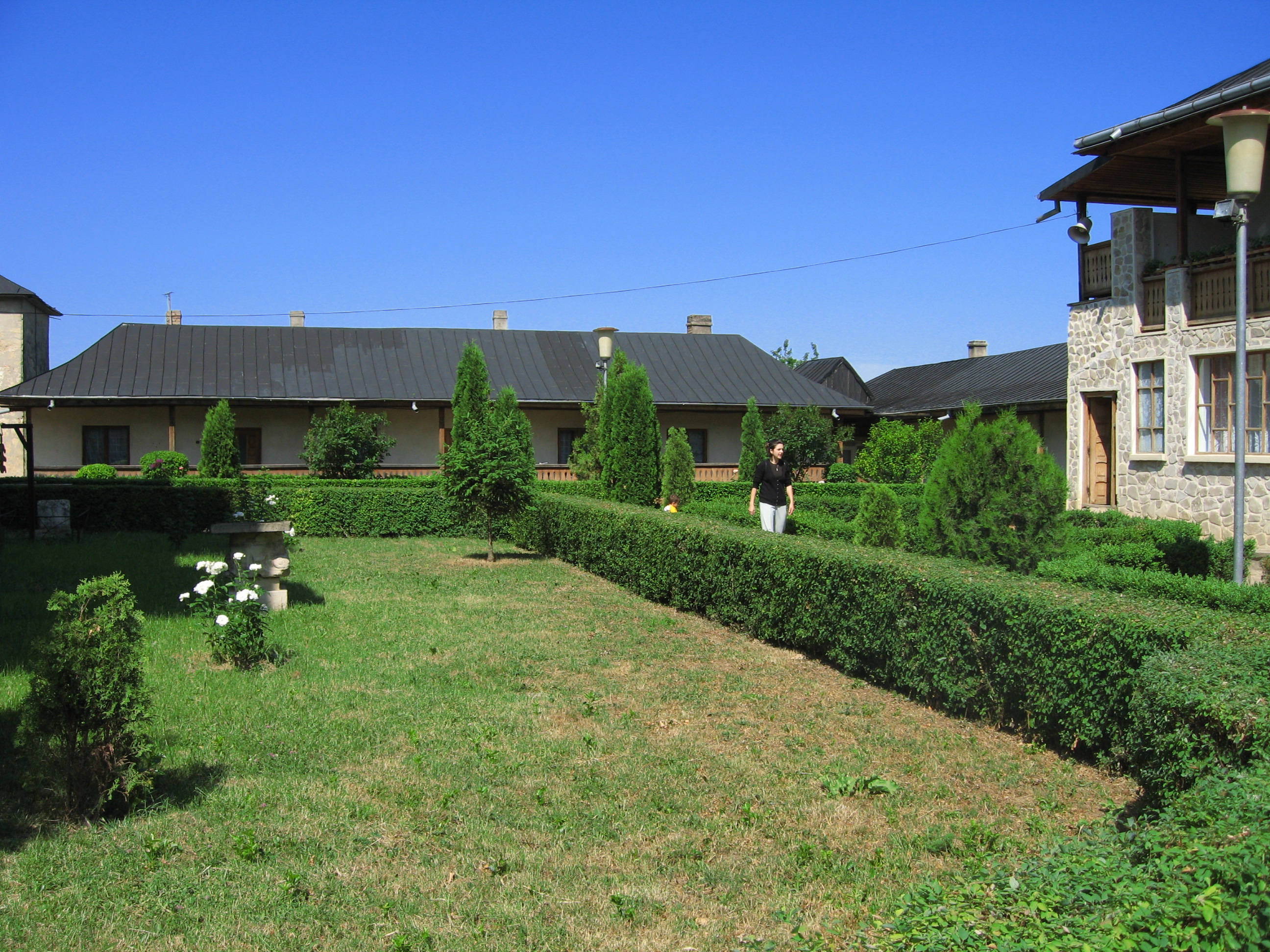
Arhondaric
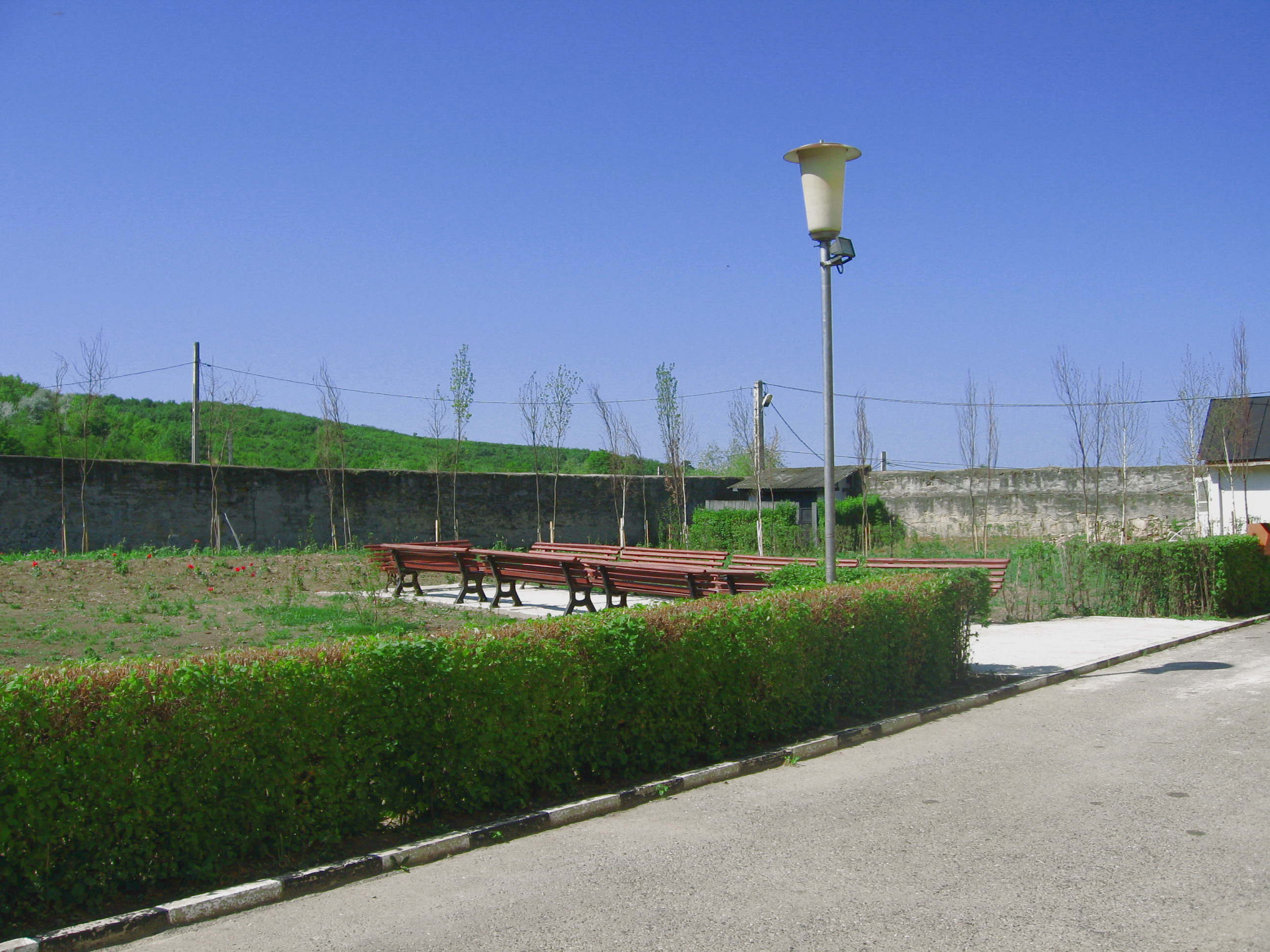
Popas la Mănăstirea Hlincea